# 25. April
Der 25. April ist der 115. Tag des gregorianischen Kalenders (der 116. in Schaltjahren), somit bleiben 250 Tage bis zum Jahresende.

## Ereignisse

### Politik und Weltgeschehen

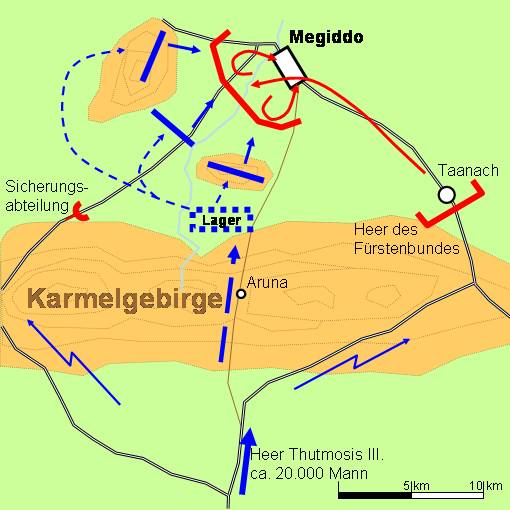
1457 v. Chr.: Schlacht bei Megiddo

- 1457 v. Chr.: Pharao Thutmosis III. aus der 18. Dynastie des Alten Ägypten besiegt den Fürsten von Kadesch in der Schlacht bei Megiddo und beginnt mit der Belagerung der Stadt Megiddo.
- 1058: Malcolm III. wird laut dem irischen Chronisten Marianus Scotus nach dem Tod von Macbeth König von Schottland.

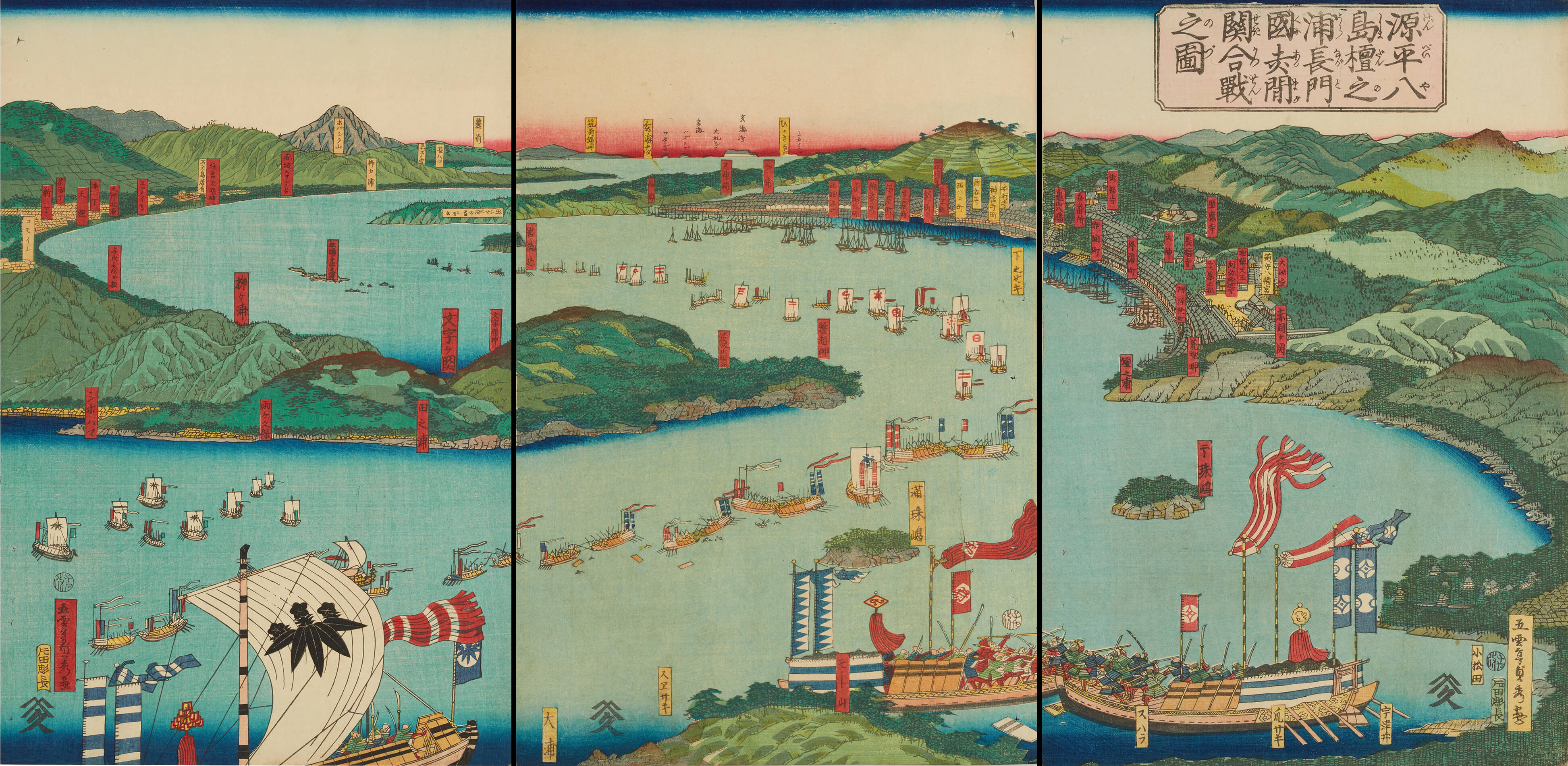
1185: Seeschlacht von Dan-no-ura

- 1185: In der Seeschlacht von Dan-no-ura, der Entscheidungsschlacht des Gempei-Krieges, besiegen die Samurai-Streitkräfte der Minamoto unter Minamoto no Yoshitsune die Taira unter dem Kindkaiser Antoku in der Kammon-Straße und sichern sich die Herrschaft über Japan.
- 1459: Kurfürst Friedrich II. und Herzog Wilhelm III. von Sachsen vereinbaren in Eger mit dem böhmischen König Georg von Podiebrad den Vertrag von Eger, mit dem die Grenze zwischen Sachsen und Böhmen festgelegt wird. Diese Grenze ist zum Großteil noch heute gültig und gehört damit zu den ältesten bestehenden Grenzen Europas.
- 1464: Das Haus York siegt in der Schlacht von Hedgeley Moor über die Lancastrianer in den Rosenkriegen.

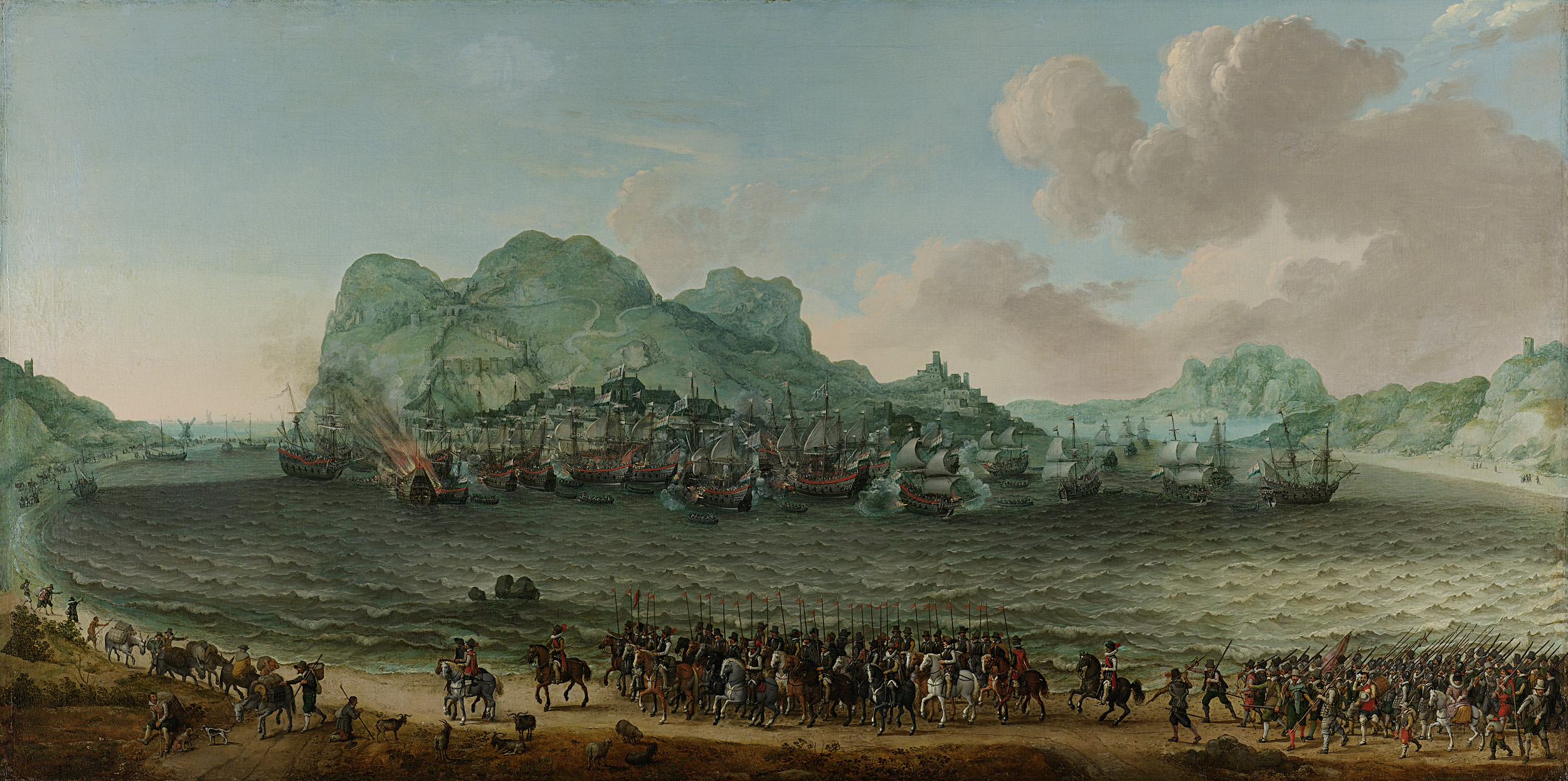
1607: Schlacht bei Gibraltar

- 1607: Im Achtzigjährigen Krieg siegt eine Flotte der Republik der Sieben Vereinigten Provinzen über die Spanier in der Schlacht bei Gibraltar. Der niederländische Admiral Jacob van Heemskerk kommt bei der Schlacht ums Leben.

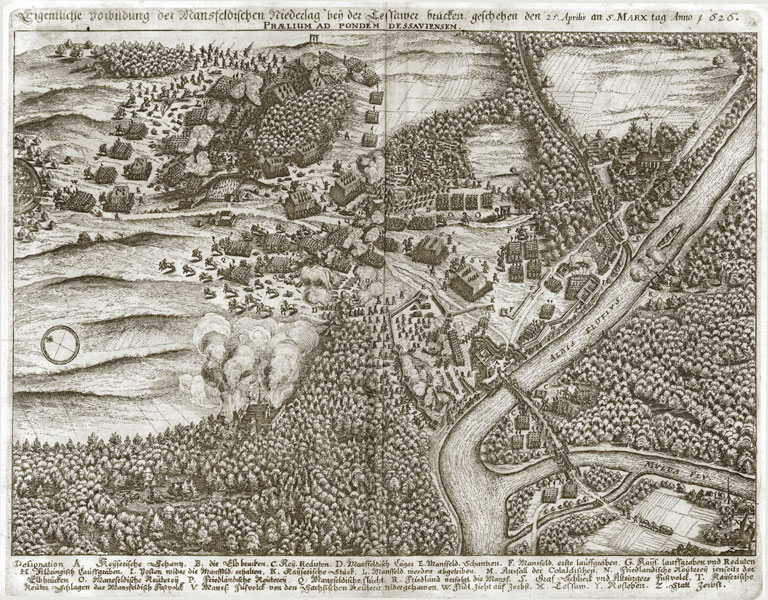
1626: Schlacht bei Dessau

- 1626: Im Dreißigjährigen Krieg besiegt das kaiserlich-habsburgische Heer des Feldherrn Wallenstein den protestantischen Heerführer Ernst von Mansfeld mit seinen Truppen in der Schlacht bei Dessau, versäumt es jedoch, ihn entscheidend zu schwächen.
- 1644: Aufständische unter Führung von Li Zicheng ziehen in Peking ein, worauf sich Kaiser Chongzhen das Leben nimmt und die Herrschaft der Ming-Dynastie in China endet.
- 1707: Im Spanischen Erbfolgekrieg wird ein englisch-portugiesisches Heer in der Schlacht bei Almansa von französisch-spanischen Truppen geschlagen.
- 1799: Im Zweiten Koalitionskrieg trifft ein russisch-österreichisches Heer unter Alexander Wassiljewitsch Suworow in der Schlacht an der Adda auf ein französisches Heer unter Jean-Victor Moreau. Die Schlacht dauert bis zum 27. April.

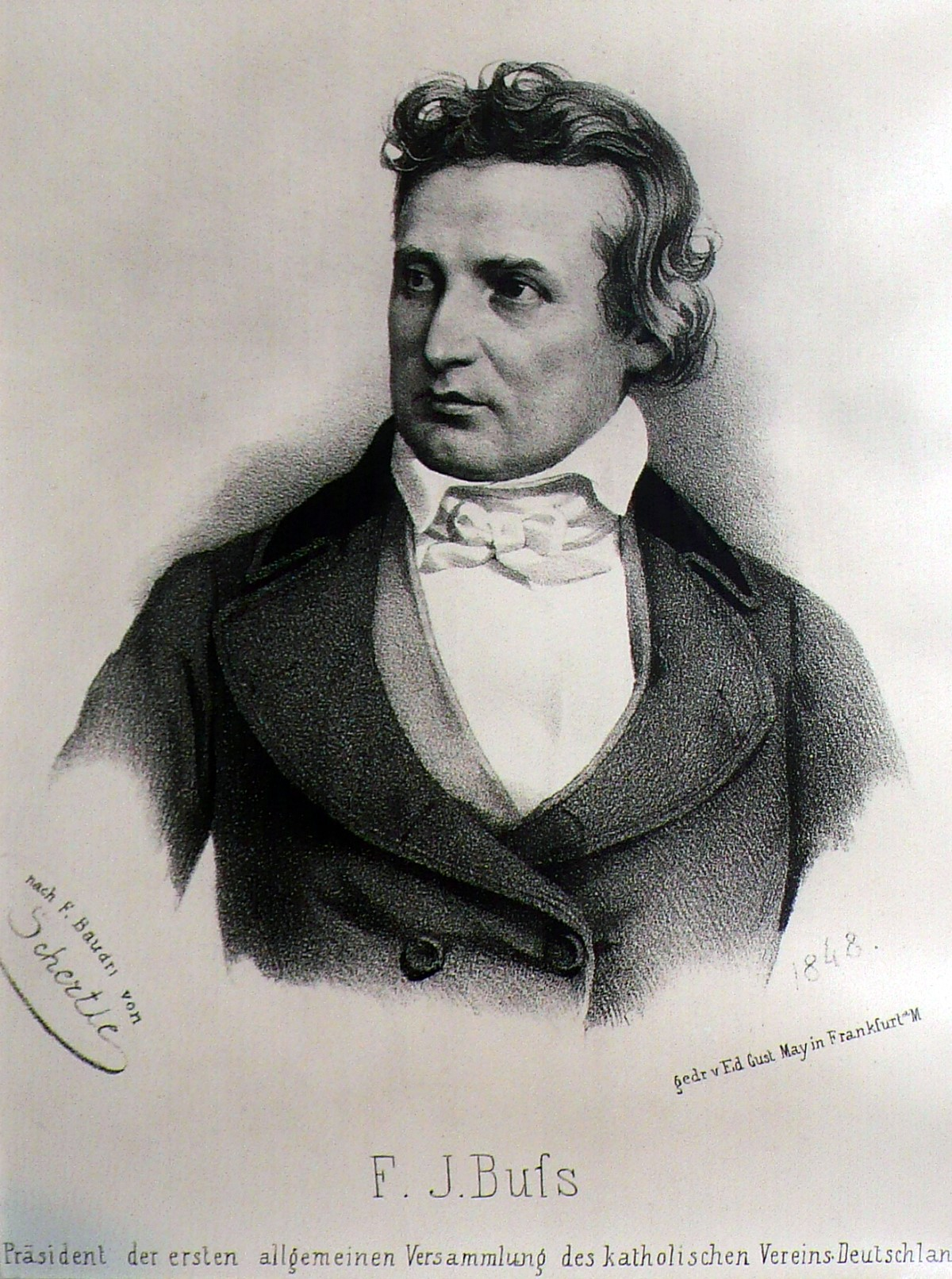
1837: Franz Joseph von Buß

- 1837: In der Zweiten Kammer der Badischen Ständeversammlung prangert der Abgeordnete Franz Joseph Buß erstmals in einem deutschen Parlament soziale Probleme durch die Industrialisierung an. In seiner Fabrikrede fordert er auch aus Arbeitgeberbeiträgen gespeiste Hilfskassen für Kranke und Arbeitsunfallopfer, Kündigungsfristen, längstens 14 Stunden Arbeitszeit, Beschränken der Kinderarbeit, eine Fabrikaufsicht und berufliche Weiterbildung für Arbeiter. Sein Antrag wird nicht weiterverfolgt.
- 1839: Britische Truppen nehmen im Ersten Anglo-Afghanischen Krieg kampflos die afghanische Stadt Kandahar ein und verschaffen sich damit einen Vorteil im „Great Game“ gegen Russland um die Vorherrschaft in Zentralasien.
- 1846: In der angespannten Lage zwischen den USA und Mexiko kommt es zum „Thornton-Zwischenfall“, einem Gefecht zwischen Einheiten beider Seiten in umstrittenem Territorium. Dies bildet den Anlass zum Mexikanisch-Amerikanischen Krieg.
- 1848: Im Zuge der Märzrevolution in Österreich wird die von Innenminister Franz von Pillersdorf erarbeitete liberale Verfassung für die österreichischen Erblande erlassen, die jedoch nie in Kraft tritt.
- 1864: Die Konferenz von London beginnt. Die Signatarstaaten des Londoner Protokolls von 1852 versuchen den Deutsch-Dänischen-Krieg diplomatisch zu beenden. Die Konferenz endet am 25. Juni ergebnislos.

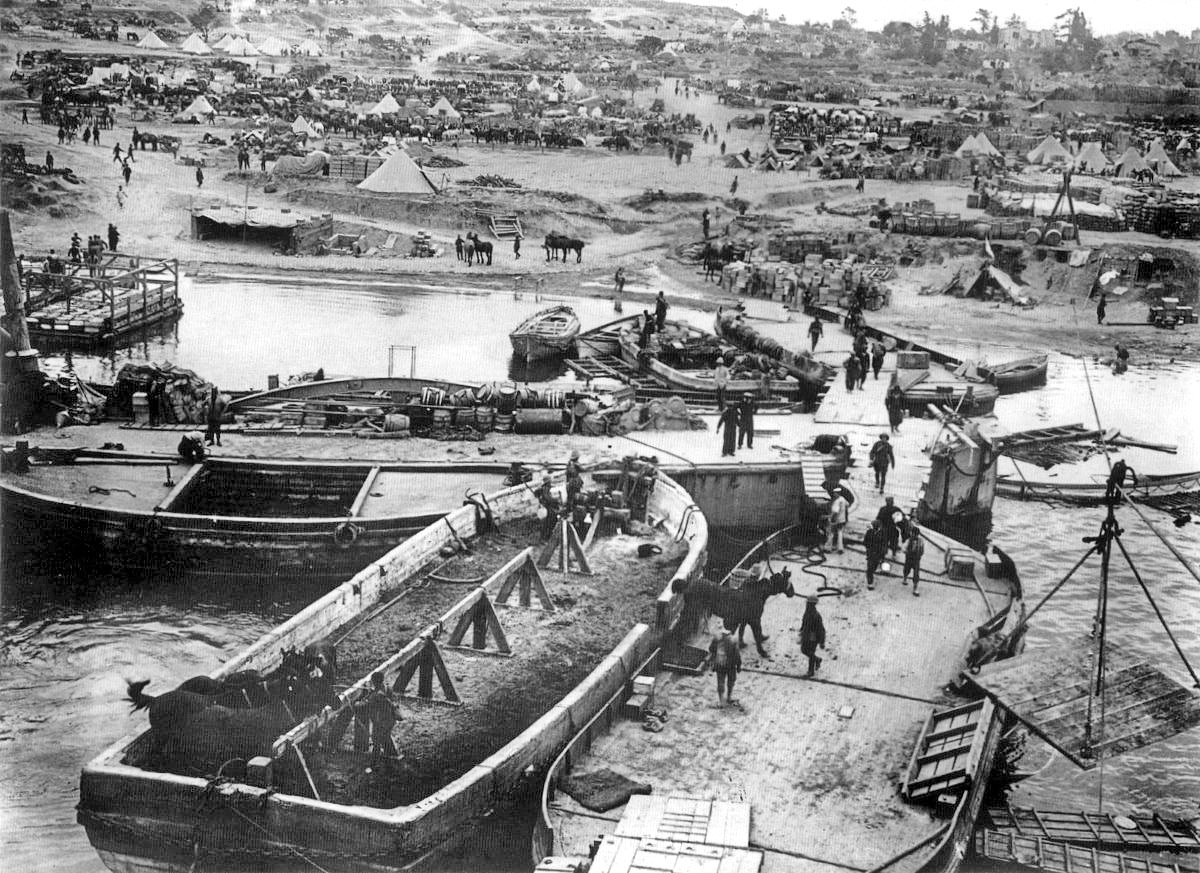
1915: Landung am Kap Helles

- 1915: Entente-Truppen landen im Ersten Weltkrieg am Kap Helles auf den Dardanellen, um nach Konstantinopel vorzudringen. Die mehrmonatige Schlacht von Gallipoli endet für die Alliierten mit einem Desaster, die Evakuierung der Truppen zieht sich bis ins Jahr 1916 hin.
- 1917: Nach dem Ende der „Regierung der geheiligten Einheit“ unter António José de Almeida wird Afonso Costa zum dritten Mal Ministerpräsident von Portugal.
- 1926: In Teheran wird Reza Pahlavi zum neuen Schah Irans gekrönt.
- 1933: Im Gesetz gegen die Überfüllung deutscher Schulen und Hochschulen beschränkt die deutsche Reichsregierung unter Adolf Hitler den Zugang zu Bildungseinrichtungen für „Nicht-Arier“.

1940: Flagge der Färöer

- 1940: Um die Schiffe der britisch besetzten Färöer im Zweiten Weltkrieg von denen des deutsch besetzten Dänemark unterscheiden zu können, verkündet Winston Churchill die Anerkennung der Flagge der Färöer.

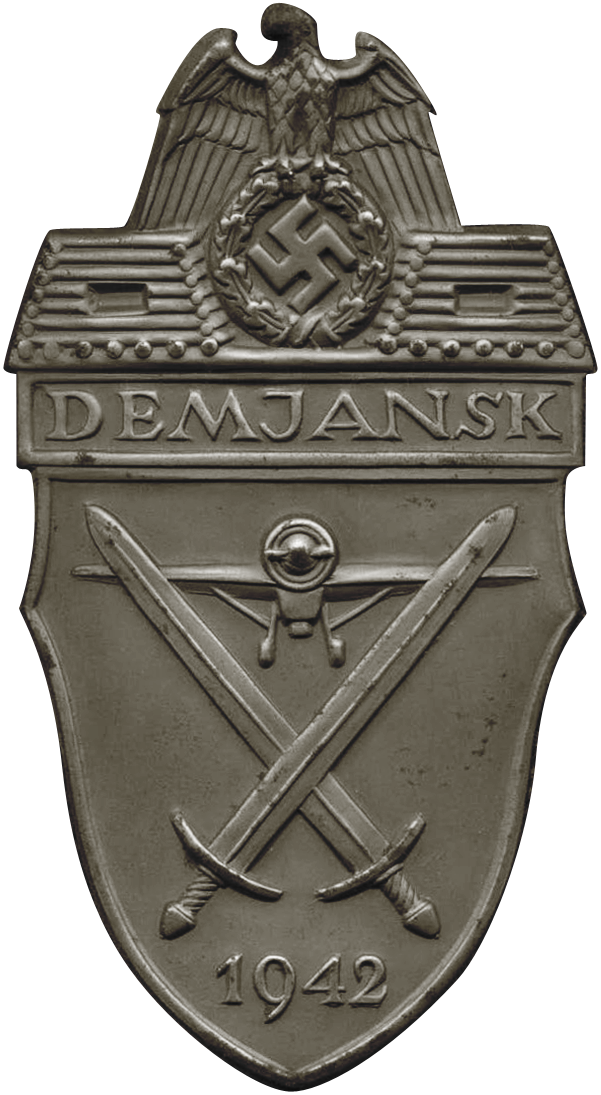
1943: Demjanskschild

- 1943: Im Deutschen Reich wird der Demjanskschild als militärische Auszeichnung im Zweiten Weltkrieg gestiftet. Er wird an die deutschen Teilnehmer der Kesselschlacht von Demjansk verliehen.
- 1945: Die Ostpreußische Operation geht mit dem Aufreiben verbliebener Reste der deutschen Wehrmachtseinheiten im Samland durch die Rote Armee zu Ende.
- 1945: In Torgau kommt es im Zweiten Weltkrieg zwischen sowjetischen und US-amerikanischen Soldaten zum erstmaligen Zusammentreffen ihrer Kampfverbände auf deutschem Boden. In späteren Jahren wird das als Elbe Day gefeiert.
- 1945: In einer koordinierten Aktion werden die Bahnhöfe in Freilassing und Bad Reichenhall sowie der Obersalzberg bei Berchtesgaden bombardiert. Beim Luftangriff auf Bad Reichenhall sterben über 200 Menschen.
- 1945: Der italienische Diktator Benito Mussolini flieht mit seiner Geliebten Clara Petacci und einigen weiteren Personen vor den Alliierten aus Mailand. Dies gilt als Ende der Sozialrepublik Italien und des Faschismus in Italien.
- 1945: Der letzte Techniker verlässt die Ausweichstelle des Deutschen Kurzwellensenders in Königs Wusterhausen.
- 1947: In der britischen Besatzungszone wird ein Vorläufer des Deutschen Gewerkschaftsbundes gegründet. Erster Vorsitzender wird Hans Böckler.

1950: Flagge der Südmolukken

- 1950: Der christliche Teil der Bevölkerung der Molukken proklamiert die unabhängige Republik Maluku Selatan mit der Hauptstadt Ambon, die von Indonesien jedoch nicht anerkannt und innerhalb weniger Wochen mit Waffengewalt unterdrückt wird.

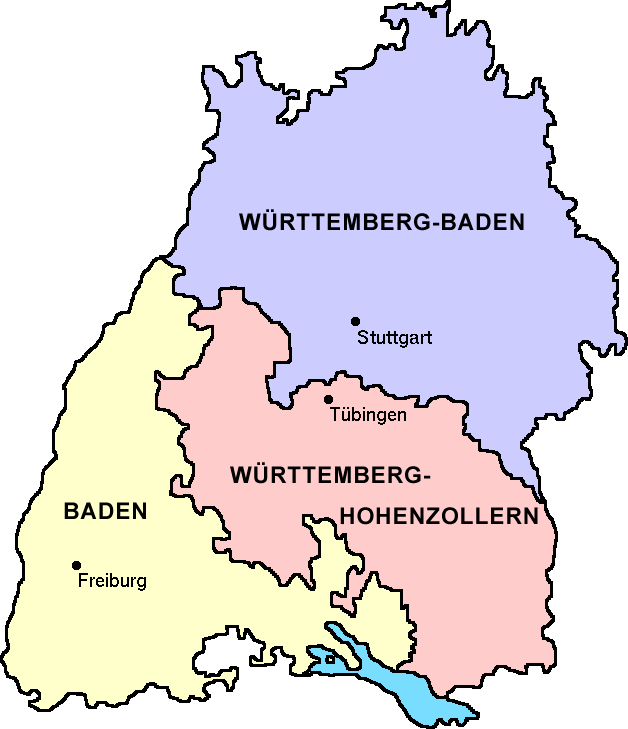
1952: Baden-Württemberg

- 1952: Durch Vereinigung der Länder Baden, Württemberg-Baden und Württemberg-Hohenzollern erfolgt die Gründung des Bundeslandes Baden-Württemberg. Reinhold Maier (FDP/DVP) wird von der Verfassungsgebenden Landesversammlung zum ersten Ministerpräsidenten gewählt.

1967: Flagge Swasilands

- 1967: An Stelle des Union Jack wird in Swasiland (seit 2018 Eswatini) erstmals die neue, von Emily Shongue, der Cousine des Königs Sobhuza II., entworfene Flagge gehisst.
- 1971: Franz Jonas von der SPÖ wird bei den Bundespräsidentschaftswahlen mit 52,8 % gegen Kurt Waldheim zum zweiten Mal zum österreichischen Bundespräsidenten gewählt.

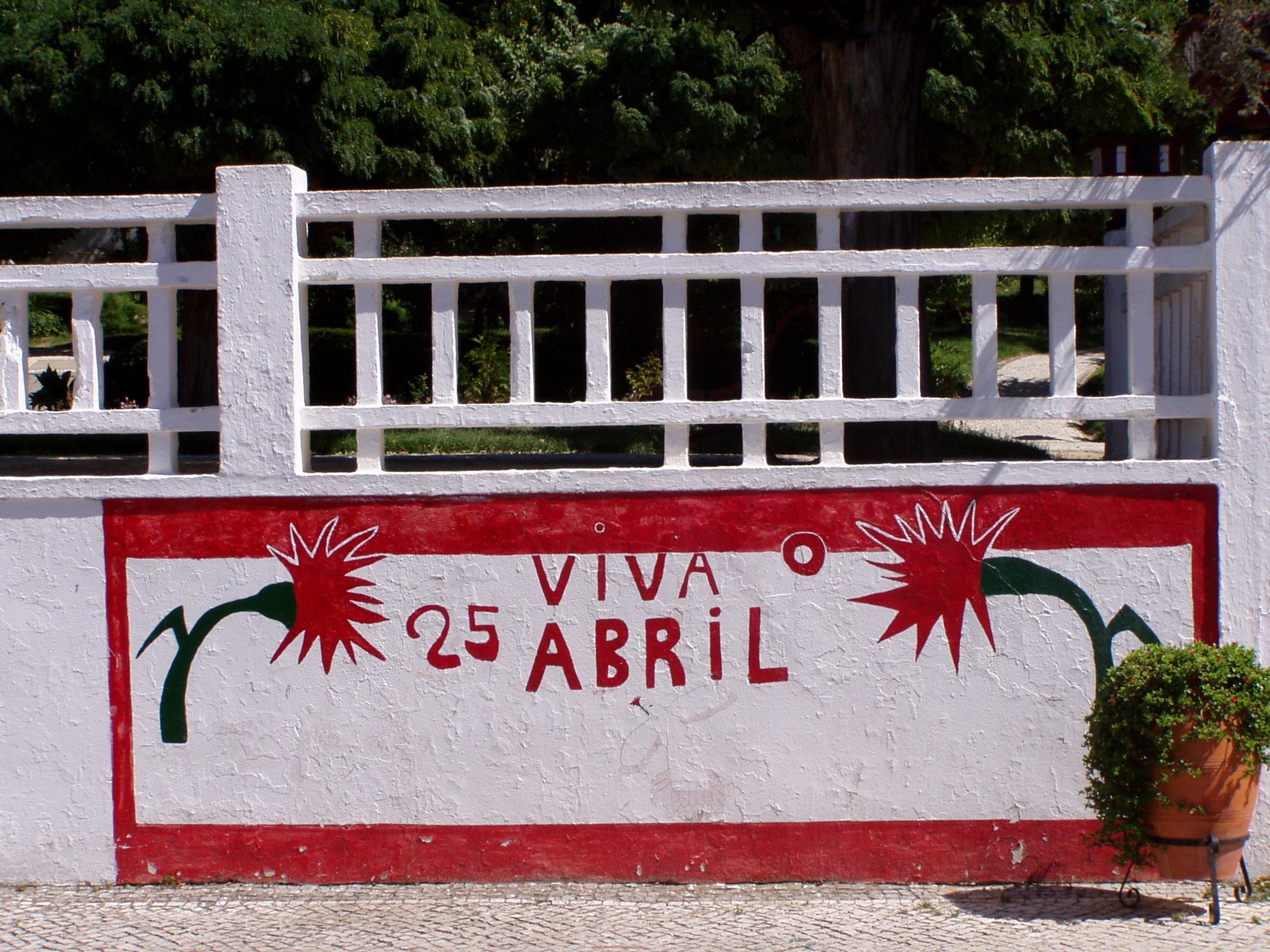
1974: Erinnerungsinschrift an die Revolution

- 1974: Mit der nahezu unblutigen Nelkenrevolution durch den Movimento das Forças Armadas endet der autoritäre Estado Novo in Portugal. Diktator Marcelo Caetano muss die Macht an António de Spínola übergeben und geht ins Exil, in Portugal beginnt die Dritte Republik. Das bis dahin verbotene Lied Grândola, Vila Morena von José Afonso wird zur Hymne der Revolution.
- 1982: Entsprechend dem israelisch-ägyptischen Friedensvertrag von 1979 räumt Israel gewaltsam die letzten Siedlungen auf der seit dem Sechstagekrieg besetzten Sinai-Halbinsel und gibt sie an Ägypten zurück.
- 1982: Im Zuge des Falklandkrieges nehmen britische Truppen die drei Wochen zuvor von Argentinien besetzte Inselgruppe Südgeorgien ohne Widerstand ein.
- 1983: Die Parlamentswahlen in Portugal bringen kein eindeutiges Ergebnis. Die Partido Socialista unter Mário Soares wird zwar stärkste Partei, verfügt jedoch nicht über eine Parlamentsmehrheit.
- 1986: Nach Erreichen der Volljährigkeit wird Mswati III. zum König von Swasiland gekrönt. Er regiert die letzte absolute Monarchie Afrikas formal gemeinsam mit seiner Mutter, der bisherigen Regentin Ntombi.
- 1988: Ein Gericht in Jerusalem verurteilt den US-Amerikaner ukrainischer Abstammung John Demjanjuk zum Tode. Das Gericht sieht es als erwiesen an, dass Demjanjuk mit dem gefürchteten KZ-Wächter „Iwan der Schreckliche“ im Vernichtungslager Treblinka identisch ist.
- 1990: Der saarländische Ministerpräsident Oskar Lafontaine wird bei einer Wahlkampfveranstaltung in Köln-Mülheim von der psychisch kranken Adelheid Streidel mit einem Messer attackiert und lebensgefährlich verletzt.
- 1991: Der Bundestag billigt einstimmig den am 9. November 1990 unterschriebenen und von der Gegenseite bereits ratifizierten Nachbarschaftsvertrag mit der Sowjetunion.
- 1994: In einem Massenhupkonzert („Buzinão“) artikuliert sich in der portugiesischen Hauptstadt Lissabon der Protest gegen die strikte Sparpolitik der Regierung Aníbal Cavaco Silva, mit dem dieser den Escudo in das Europäische Währungssystem eingebunden hat.

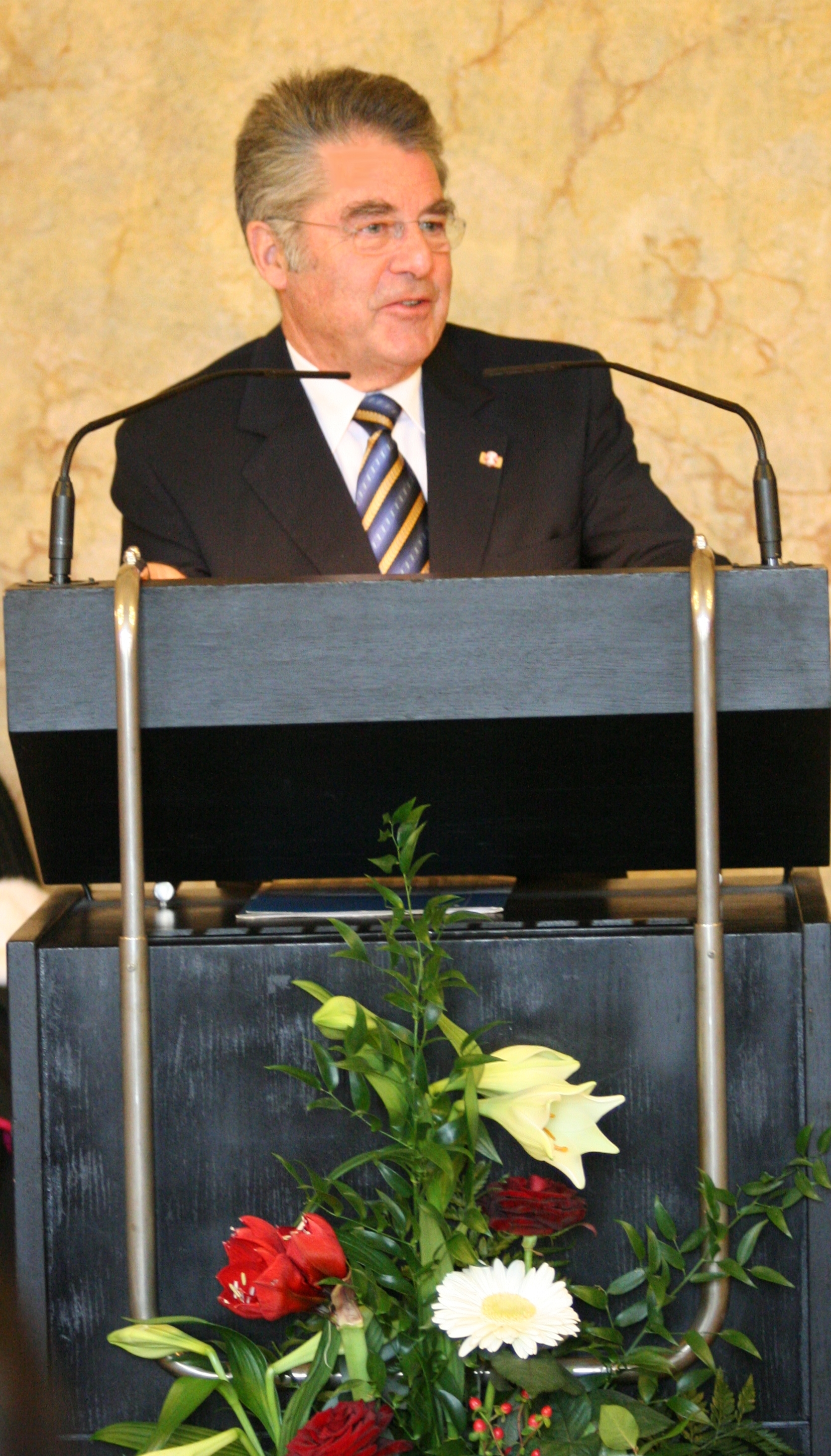
2004: Heinz Fischer

- 2004: Der SPÖ-Kandidat Heinz Fischer wird gegen die konservative Kandidatin Benita Ferrero-Waldner mit 52,4 % der Stimmen zum österreichischen Bundespräsidenten gewählt.

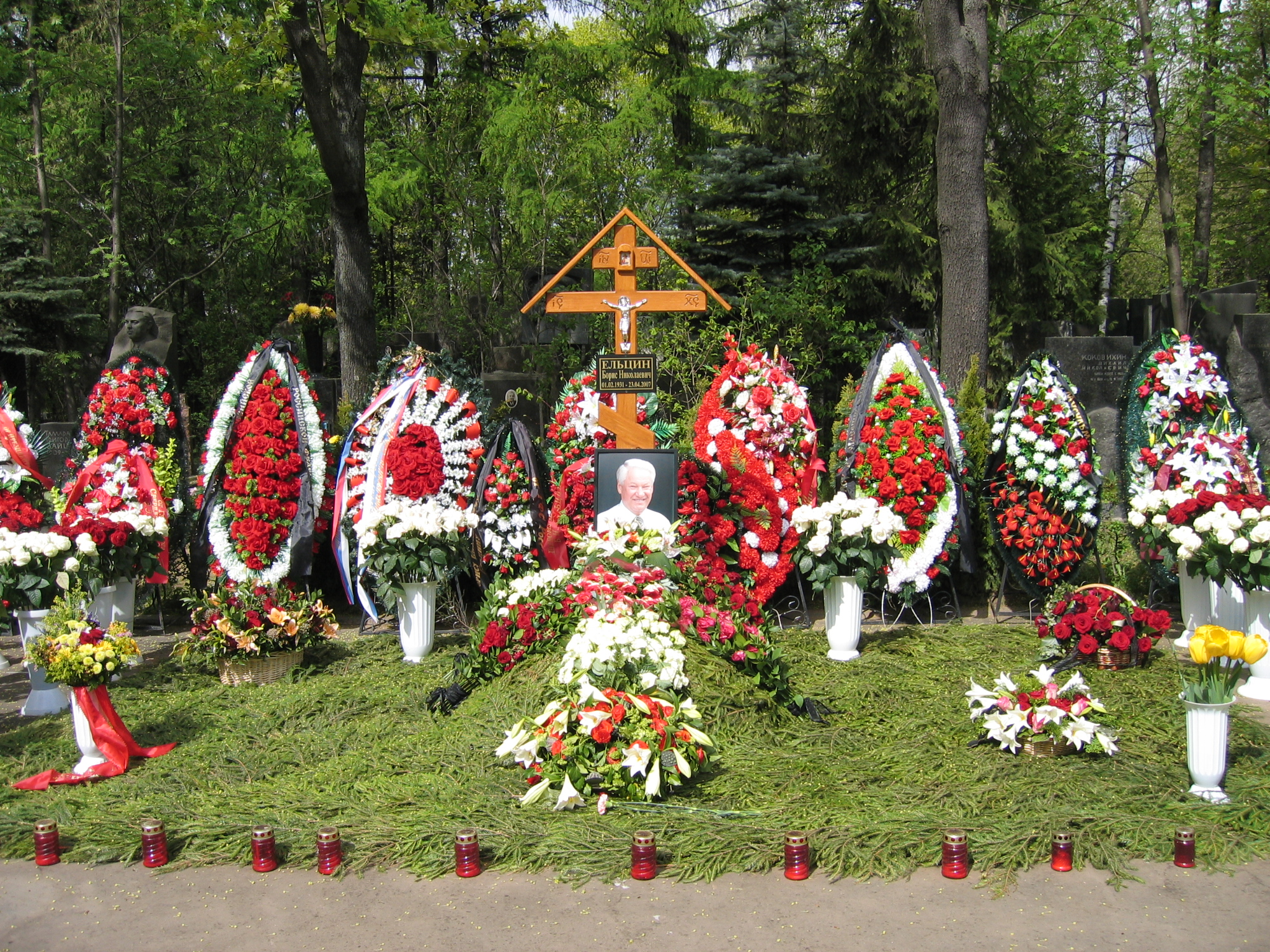
2007: Grab Jelzins auf dem Nowodewitschi-Friedhof

- 2007: Der zwei Tage zuvor verstorbene ehemalige russische Staatspräsident Boris Jelzin wird in Moskau beerdigt. Das Requiem wird in der Christ-Erlöser-Kathedrale in Moskau gehalten. Es handelt sich um das erste Staatsbegräbnis nach russisch-orthodoxem Ritus seit über hundert Jahren.
- 2007: Beim Polizistenmord von Heilbronn wird die Polizeivollzugsbeamtin Michèle Kiesewetter auf der Theresienwiese in Heilbronn durch einen Kopfschuss getötet, ihr Kollege Martin A. lebensgefährlich verletzt.
- 2009: Bei den vorgezogenen Parlamentswahlen für das Althing von Island gewinnt die linke Koalition aus Allianz unter Jóhanna Sigurðardóttir und der Links-Grünen Bewegung unter Steingrímur J. Sigfússon erstmals die absolute Mehrheit.
- 2010: Der Stimmenanteil der Schwellen- und Entwicklungsländer bei der Weltbank wird um drei Prozentpunkte auf 47 % angehoben, was den aufstrebenden Wirtschaftsnationen und Ländern der Dritten Welt innerhalb der Organisation mehr Einfluss verschafft.

### Wirtschaft
- 1859: Bei Port Said erfolgt der erste Spatenstich zum Bau des Suezkanals nach Plänen von Alois Negrelli von Moldelbe durch Ferdinand de Lesseps.
- 1898: Zur Energieversorgung der Stadt Essen wird die Rheinisch-Westfälisches Elektrizitätswerk AG (RWE) gegründet.

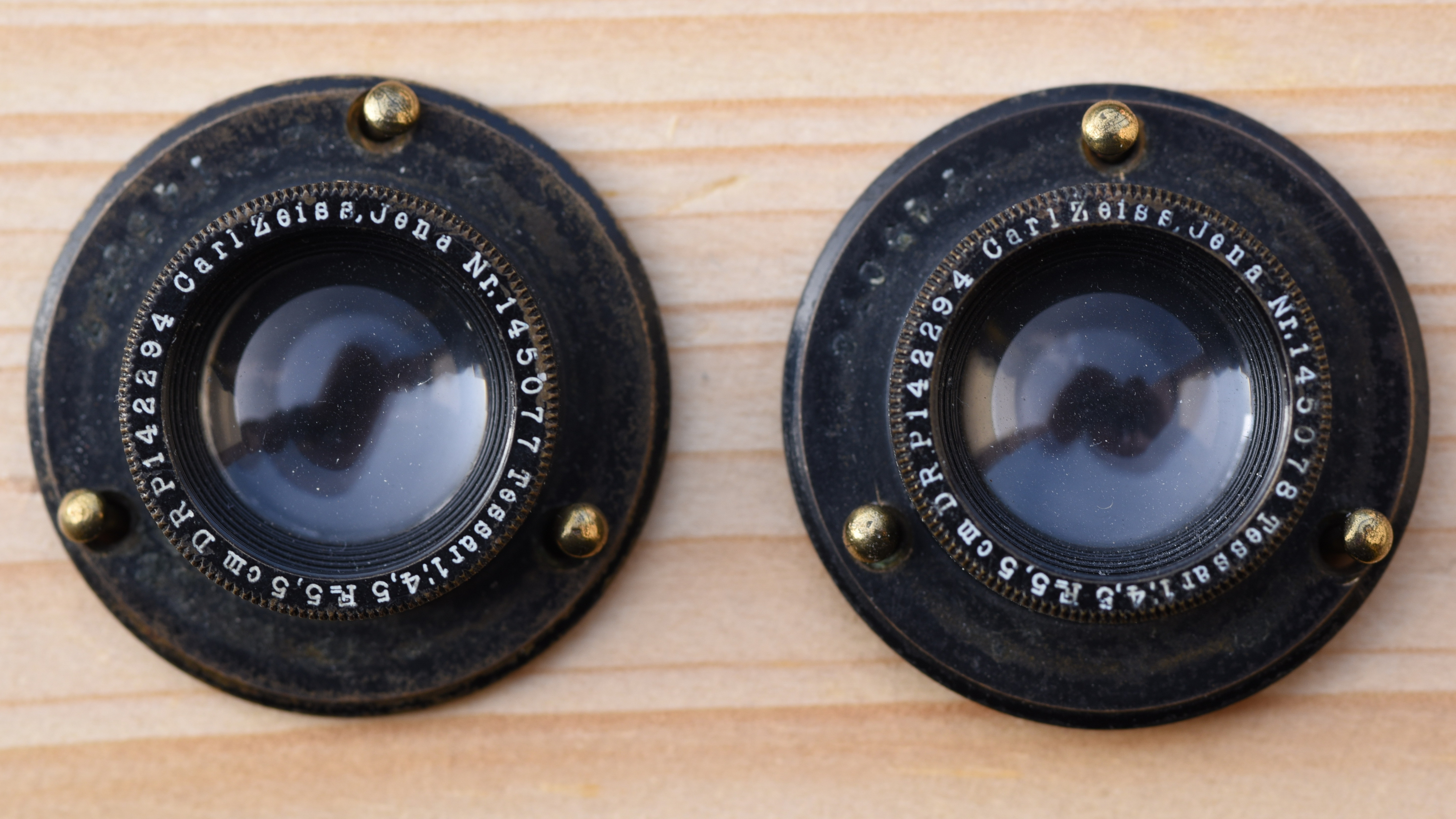
1902: Tessar-Objektive

- 1902: Das Jenaer Unternehmen Carl Zeiss meldet das von Paul Rudolph entwickelte Photoobjektiv Tessar zum Patent an.
- 1910: August Horch, Gründer des Automobilherstellers Horch, nennt sein nach seinem dortigen Ausscheiden neu gegründetes Unternehmen Audi.
- 1931: Ferdinand Porsche lässt sein im Vorjahr gegründetes Konstruktionsbüro in Stuttgart unter dem Namen Dr. Ing. h. c. F. Porsche Gesellschaft mit beschränkter Haftung, Konstruktionen und Beratungen für Motoren und Fahrzeugbau im Register für Gesellschaftsfirmen eintragen.
- 1948: Die erste Ausgabe der deutschen Illustrierten Quick erscheint.

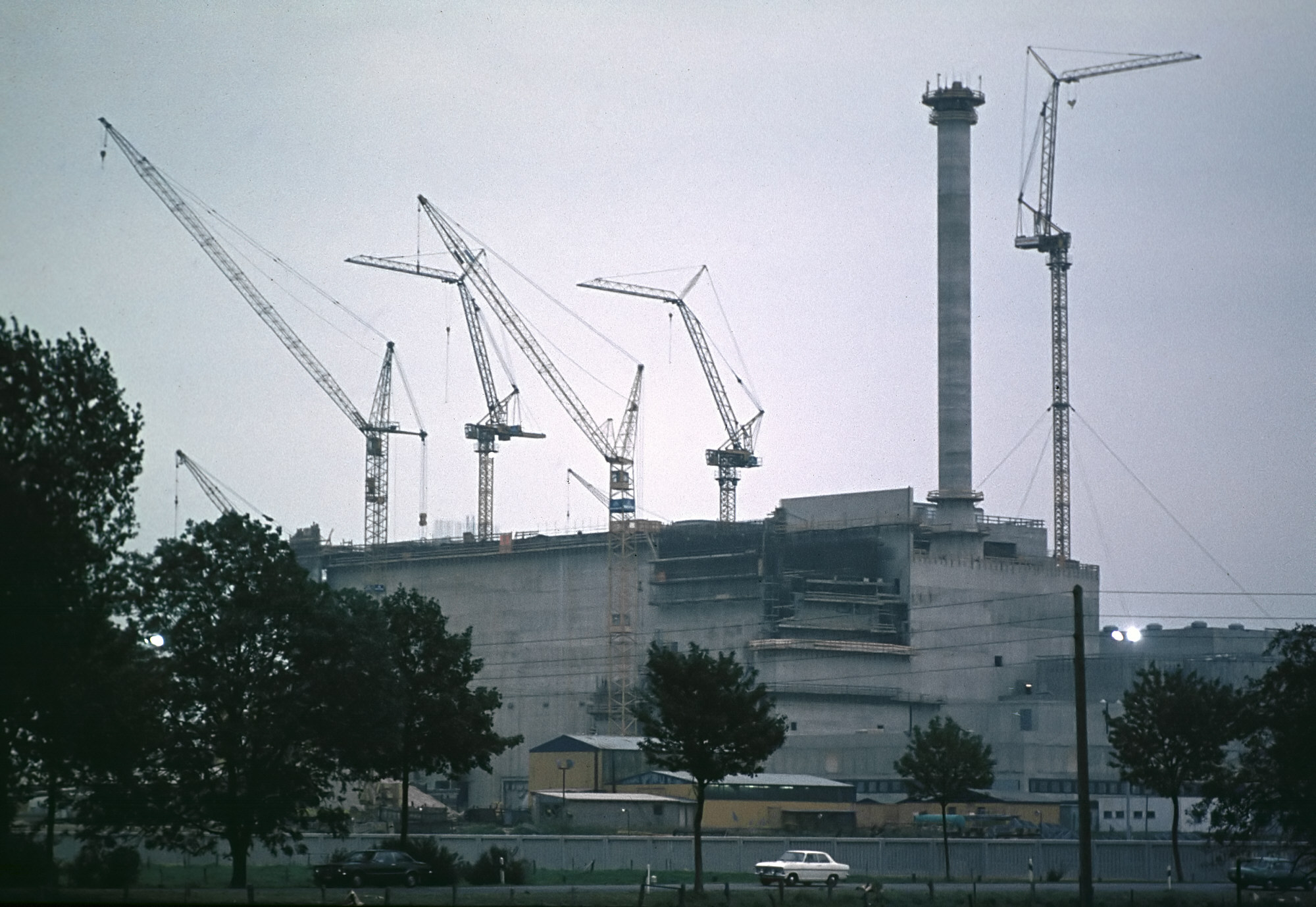
1973: Kernkraftwerk Kalkar (Bild von 1977)

- 1973: In Kalkar erfolgt die Grundsteinlegung für einen schnellen Brüter, der allerdings wegen Protesten nie in Betrieb genommen wird.
- 1983: Gerd Heidemann, ein Reporter des Stern, stellt in Hamburg einen sensationellen Fund vor: Die „Hitler-Tagebücher“, die sich jedoch später als Fälschung herausstellen werden.
- 2004: Die Verbände Ring Deutscher Makler (RDM) und Verband Deutscher Makler (VDM) fusionieren zum Immobilienverband IVD.

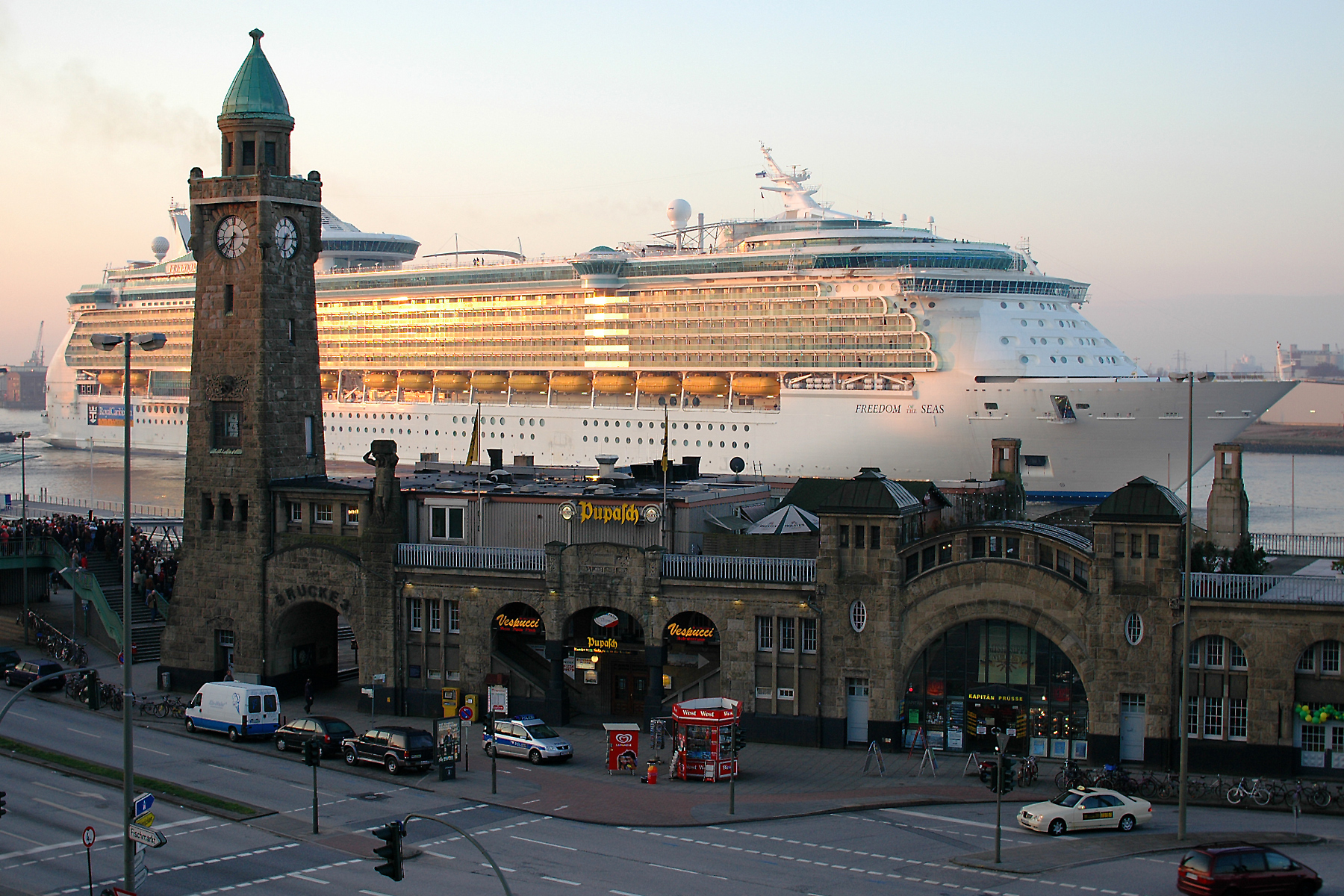
2006: Die Freedom of the Seas in Hamburg

- 2006: Das damals größte Passagierschiff der Welt, das Kreuzfahrtschiff Freedom of the Seas der Royal Caribbean International, tritt seine Jungfernfahrt von Hamburg nach Oslo an.

### Wissenschaft und Technik

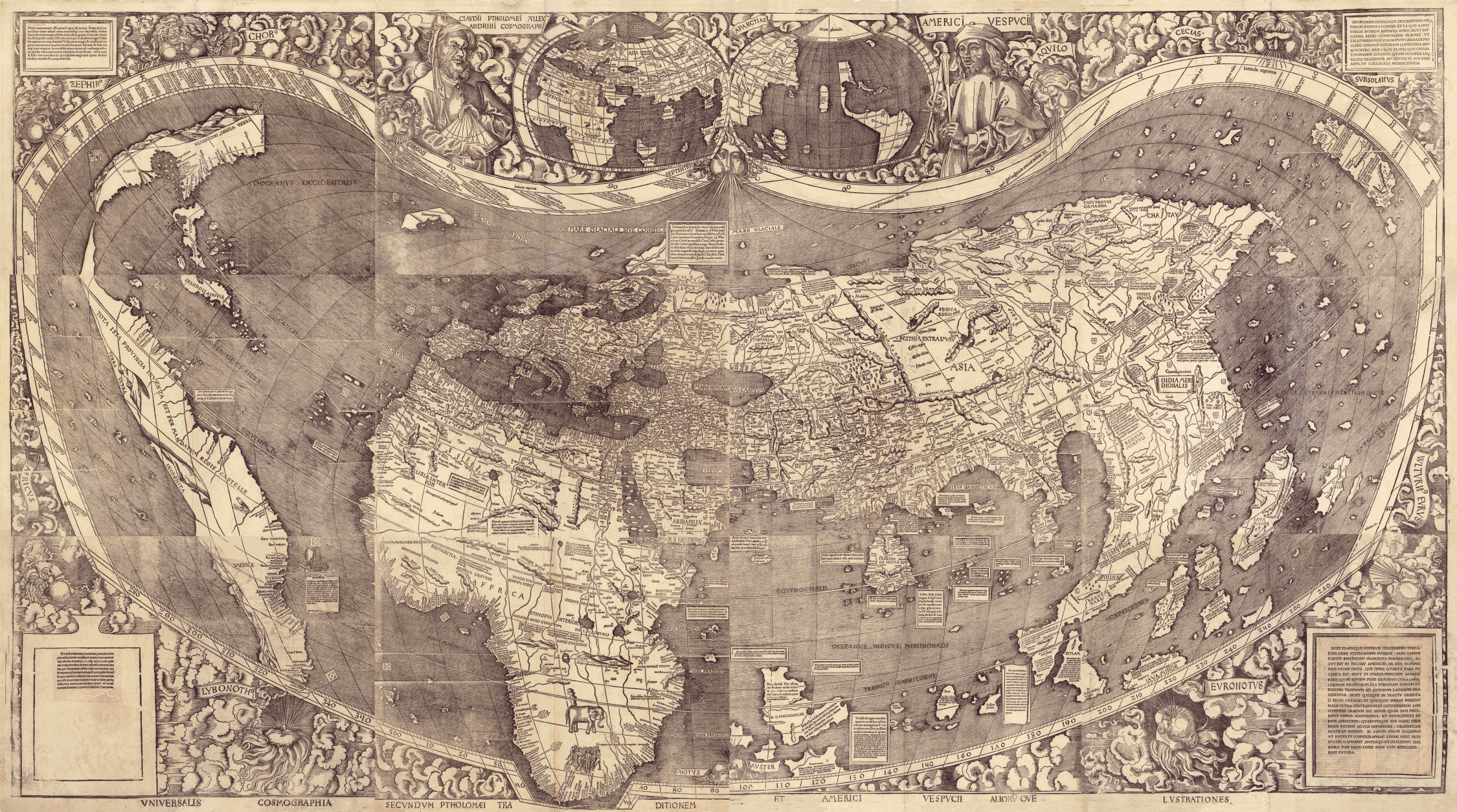
1507: Die Waldseemüller-Karte

- 1507: Der deutsche Kartograf Martin Waldseemüller veröffentlicht in Sankt Didel eine Weltkarte, auf der die „Neue Welt“ erstmals als „Amerika“, nach Amerigo Vespucci, benannt ist.
- 1953: In der Zeitschrift Nature veröffentlichen die englischen Biochemiker Francis Crick und James Watson den Artikel Molecular Structure of Nucleic Acids: A Structure for Deoxyribose Nucleic Acid über ihre am 28. Februar gemachte Entdeckung der Doppelhelixstruktur der Erbsubstanz DNA.
- 1983: Die erste Linie der Métro Lille zwischen den Stationen 4 Cantons und République, bei der das fahrerlose VAL-System erstmals zum Einsatz kommt, wird in Anwesenheit von Staatspräsident François Mitterrand eröffnet.

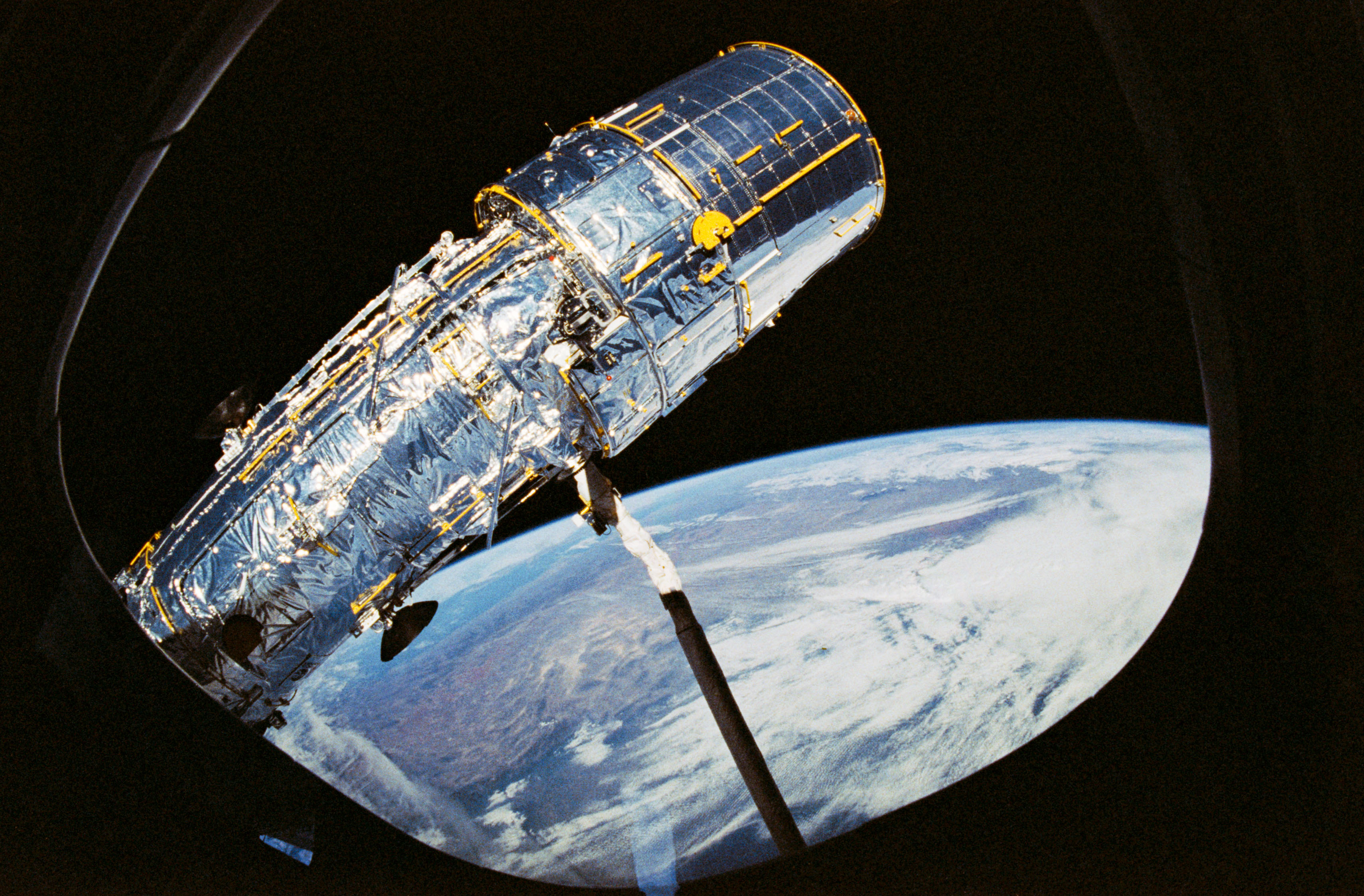
1990: Die Aussetzung des Hubble-Teleskops

- 1990: Einen Tag nach dem Start der Mission STS-31 der Raumfähre Discovery gelingt der Mannschaft die erfolgreiche Aussetzung des Hubble-Weltraumteleskops. Aufgrund eines Linsenfehlers liefert es jedoch nur unscharfe Bilder.
- 2002: Der zweite Weltraumtourist und erste Afrikaner im All, der Südafrikaner Mark Shuttleworth, Gründer von Canonical und Sponsor der freien Linux-Distribution Ubuntu, startet mit der russischen Mission Sojus TM-34 zur Internationalen Raumstation (ISS).

### Kultur
- 1719: Die erste Auflage des Romans Robinson Crusoe des Schriftstellers Daniel Defoe wird veröffentlicht.
- 1779: Die Oper La vera costanza (Der flatterhafte Liebhaber) von Joseph Haydn hat ihre Uraufführung in Esterház.

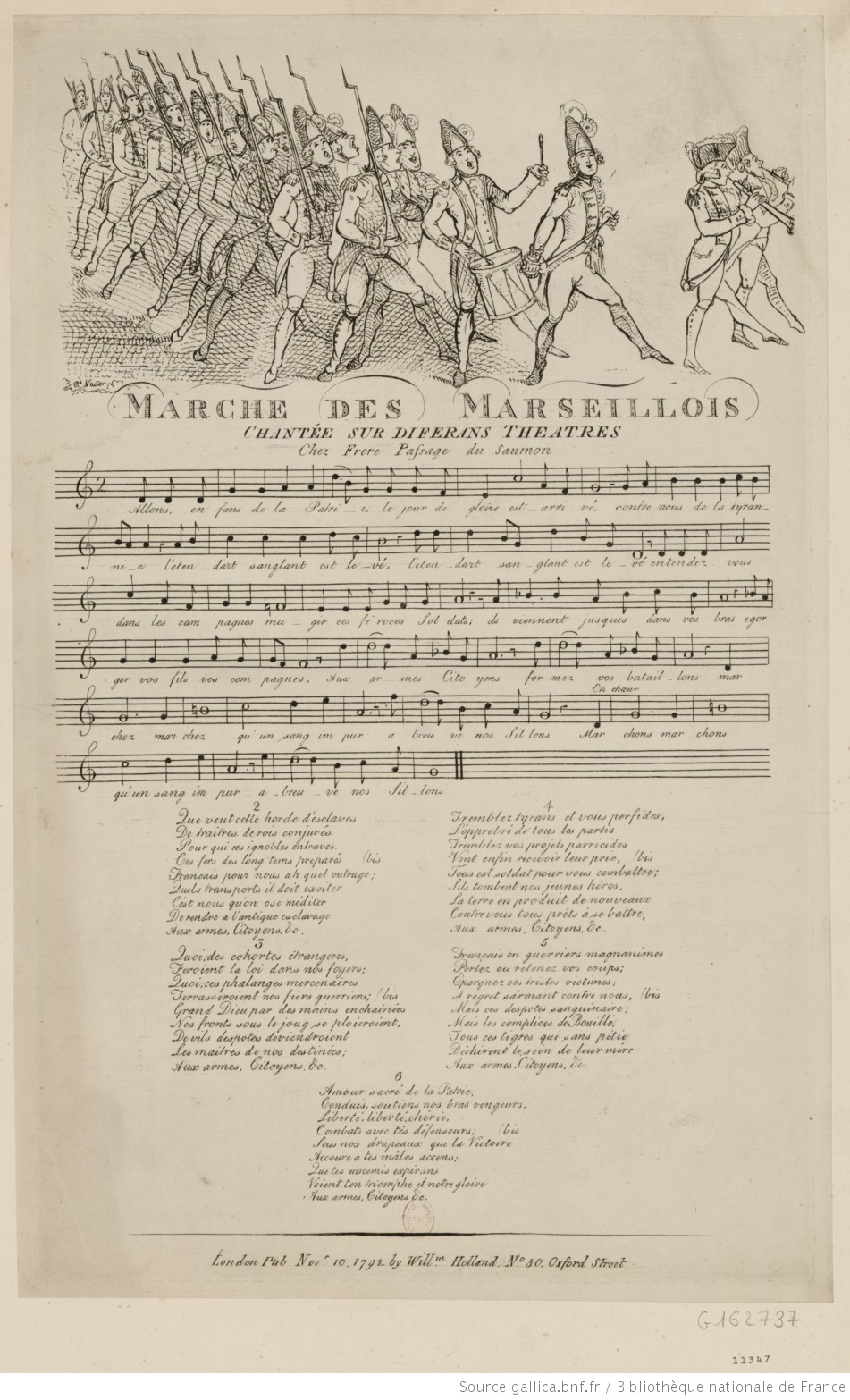
1792: Früher Druck der Marseillaise

- 1792: Der französische Offizier Claude Joseph Rouget de Lisle komponiert in Straßburg während der Französischen Revolution anlässlich der Kriegserklärung an Österreich den Chant de guerre pour l’armée du Rhin, unter dem Namen Marseillaise Frankreichs spätere Nationalhymne.
- 1856: Der Schriftsteller Lewis Carroll begegnet erstmals der vierjährigen Alice Liddell. Das Verhältnis zu Liddell inspiriert Carroll zu den Romanen Alice im Wunderland und Alice hinter den Spiegeln. In der heutigen Pädophilenbewegung wird der Jahrestag als Alice Day begangen.
- 1876: Penthesilea, ein Trauerspiel in 24 Auftritten von Heinrich von Kleist, das dieser 1808 verfasst hat, wird 65 Jahre nach seinem Tod am Schauspielhaus Berlin uraufgeführt.
- 1889: Gyges und sein Ring, eine Tragödie in fünf Akten des 1863 verstorbenen Friedrich Hebbel wird am Wiener Burgtheater uraufgeführt.
- 1896: Im Londoner Daly’s Theatre wird die Operette Die Geisha von Sidney Jones uraufgeführt.
- 1918: Die Uraufführung der Oper Die Gezeichneten von Franz Schreker findet am Opernhaus in Frankfurt am Main statt.

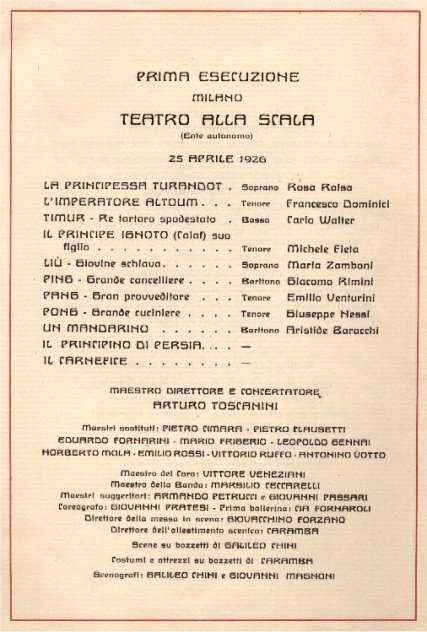
1926: Turandot, Besetzungsliste der Uraufführung

- 1926: Die Oper Turandot von Giacomo Puccini nach dem gleichnamigen Theaterstück von Carlo Gozzi wird am Teatro alla Scala in Mailand uraufgeführt. Die Oper ist erst nach dem Tod Puccinis von Franco Alfano nach Skizzen des Komponisten fertiggestellt worden.
- 2005: Das letzte Stück des 1937 von Benito Mussolini nach dem Abessinienkrieg nach Rom gebrachten Obelisken von Aksum wird von Italien an Äthiopien zurückgegeben.

### Gesellschaft
- 1792: Der Dieb Nicolas Jacques Pelletier wird als erster Mensch mit der während der Revolution in Frankreich eingeführten Guillotine hingerichtet. Die Hinrichtung wird durch den Scharfrichter Charles Henri Sanson auf der Pariser Place de Grève vollzogen.
- 1952: Beim ersten deutschen Tag des Baumes pflanzen Bundespräsident Theodor Heuss und der Präsident der Schutzgemeinschaft Deutscher Wald, Bundesminister Robert Lehr, im Bonner Hofgarten einen Ahorn.
- 2009: WHO-Generaldirektorin Margaret Chan erklärt die Pandemie H1N1 2009/10 („Schweinegrippe“) zum Internationalen Gesundheitsnotstand.

### Religion
- 0799: Eine Gruppe römischer Adeliger attackiert auf einer Prozession Papst Leo III. und nimmt ihn gefangen, weil sie ihm angeblichen Geschlechtsverkehr vorwerfen. Dem Papst gelingt wenig später die Flucht nach Paderborn unter dem Schutz Karls des Großen.

### Katastrophen
- 1980: Eine Boeing 727 der britischen Dan-Air prallt während des Landeanflugs auf den Aeropuerto Internacional de los Rodeos auf Teneriffa, Kanaren, bei Nebel gegen einen Berg. Alle 146 Menschen sterben.

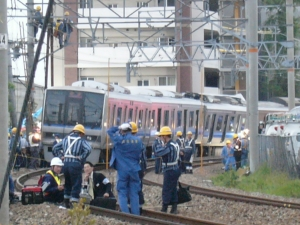
2005: Nach dem Unfall bei Amagasaki

- 2005: Beim Eisenbahnunfall von Amagasaki auf der Fukuchiyama-Linie, die von der West Japan Railway Company betrieben wird, kommen 107 Menschen ums Leben, über 500 werden verletzt. Es ist das schwerste Zugunglück in Japan seit 1963.
- 2015: Bei einem schweren Erdbeben der Stärke 7,9 sterben in Nepal zahlreiche Menschen. In Kathmandu stürzen viele Gebäude ein, darunter der 61 Meter hohe Dharahara-Turm, Teil des UNESCO-Welterbes.

Kleinere Unglücksfälle sind in den Unterartikeln von Katastrophe und in der Liste von Katastrophen aufgeführt.

### Sport
- 1972: Hans-Werner Grosse stellt mit seinem Flug über 1461 km von Lübeck nach Biarritz mit einer Schleicher ASW 12 einen Streckensegelflug-Weltrekord auf, der über 30 Jahre Bestand hat.

Einträge von Leichtathletik-Weltrekorden befinden sich unter der jeweiligen Disziplin unter Leichtathletik.

## Geboren

### Vor dem 18. Jahrhundert
- 1194: Ezzelino III. da Romano, italienischer Fürst

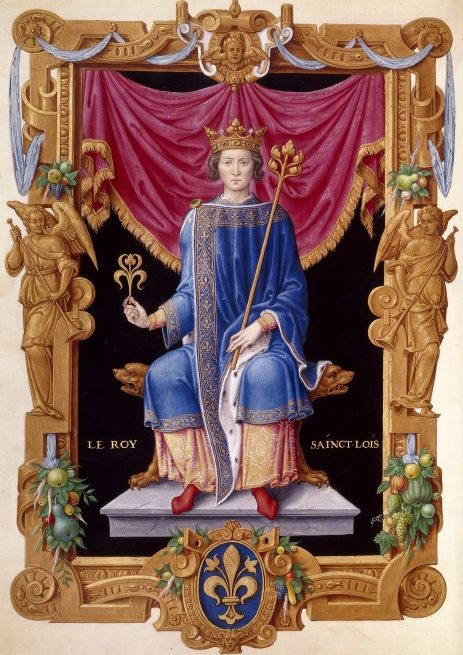
Ludwig IX. von Frankreich (* 1214)

- 1214: Ludwig IX., französischer König
- 1228: Konrad IV., deutscher König
- 1284: Eduard II., englischer König
- 1287: Roger Mortimer, 1. Earl of March, englischer Adeliger und de facto Herrscher Englands
- 1362: John Charlton, 4. Baron Charlton, anglo-walisischer Marcher Lord
- 1372: William Ferrers, 5. Baron Ferrers of Groby, englischer Adeliger
- 1484: Endres Dürer, deutscher Gold- und Silberschmied
- 1502: Georg Major, deutscher Theologe
- 1517: Giovanni Bernardino Bonifacio, italienischer Graf, Humanist, Buchsammler, Bibliothekar und Gründer der Stadtbibliothek Danzigs
- 1529: Francesco Patrizi da Cherso, italienischer Philosoph
- 1559: Sebastian Abesser, kur- und fürstlich-sächsischer Oberwild- und Jägermeister
- 1562: Friedrich Wilhelm I., Herzog von Sachsen-Weimar
- 1599: Oliver Cromwell, Lordprotektor von England, Schottland und Irland
- 1608: Gaston de Bourbon, Herzog von Orléans
- 1614: Hieronymus van Beverningh, niederländischer Staatsmann und Diplomat
- 1614: Marc’Antonio Pasqualini, italienischer Sopran-Kastrat
- 1621: Roger Boyle, 1. Earl of Orrery, englischer Staatsmann
- 1625: Johann Friedrich, Sohn von Herzog Georg von Calenberg
- 1626: Sigmund von Birken, deutscher Dichter des Nürnberger Dichterkreises
- 1635: Tobias Dressel, sächsischer Orgelbauer
- 1644: Johanna Eleonora Petersen, theologische Schriftstellerin und eine der Führungsgestalten des radikalen Pietismus
- 1652: Giovanni Battista Foggini, italienischer Bildhauer und Architekt
- 1653: Johann Christoph von Urbich, Geheimer Rat, dänischer und russischer Botschafter und Minister
- 1656: Giovanni Antonio Burrini, italienischer Maler
- 1657: Emmerich Thököly, Fürst von Siebenbürgen
- 1669: Georg von Hessen-Darmstadt, Vizekönig von Katalonien
- 1670: Carl von Ahlefeldt, deutsch Staatsmann, Lehnsgraf von Langeland, Statthalter von Schleswig-Holstein
- 1684: Marco Benefial, römischer Maler
- 1690: Gottlieb Muffat, österreichischer Organist und Komponist
- 1694: Richard Boyle, 3. Earl of Burlington, britischer Adeliger, Architekt und Gartendesigner

### 18. Jahrhundert

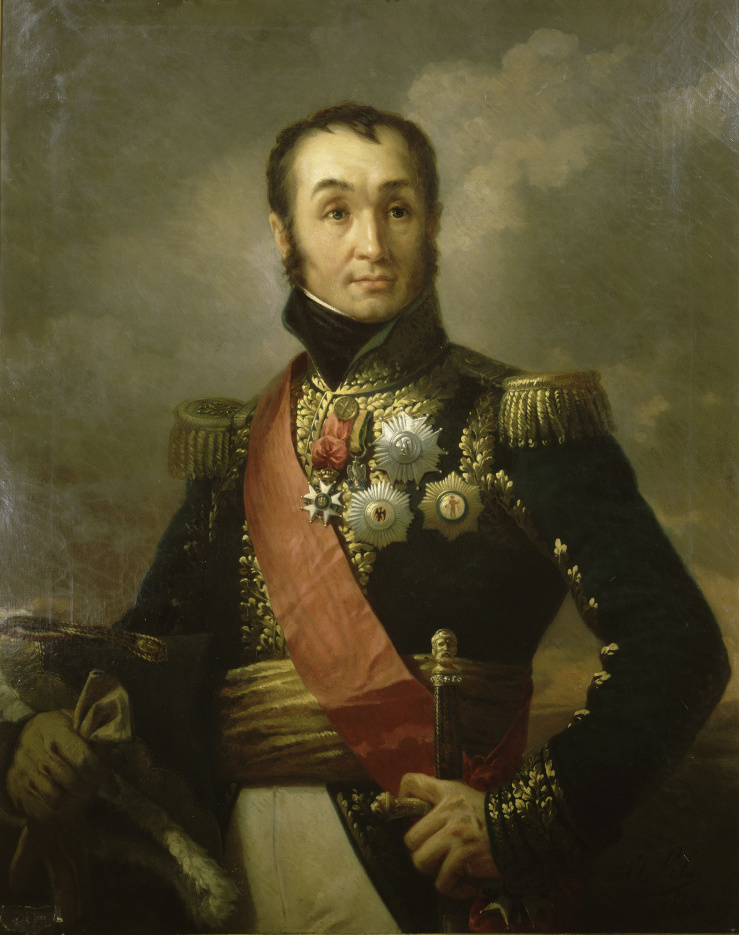
Charles Nicolas Oudinot (* 1767)

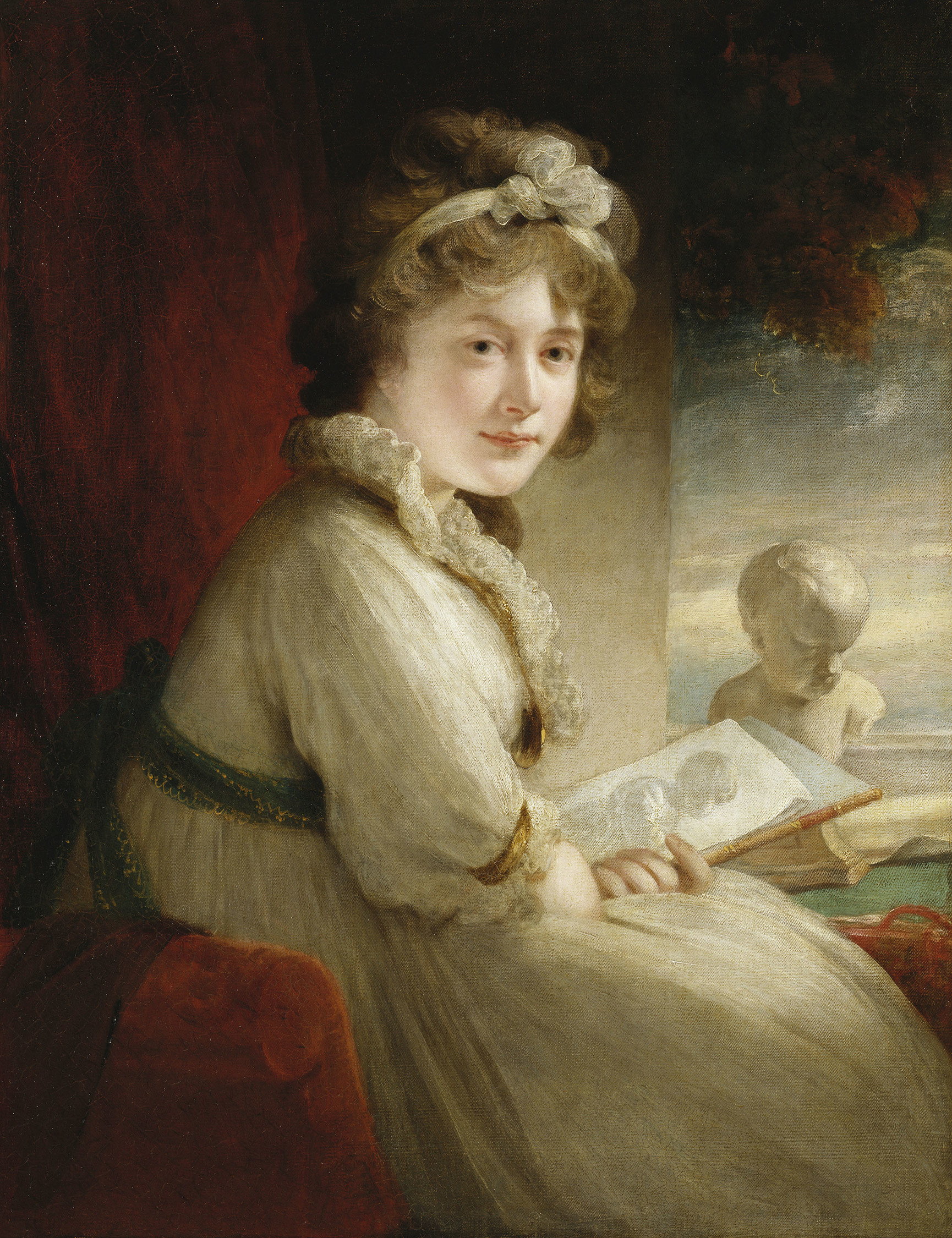
Maria von Großbritannien, Irland und Hannover (* 1776)

- 1707: Leopold Clemens Karl, Erbprinz von Lothringen
- 1710: James Ferguson, schottischer Astronom und Mechaniker
- 1711: Marie Antoinette von Ahlefeldt, deutsche Reichsgräfin und Priorin des Klosters Uetersen
- 1714: Emer de Vattel, Schweizer Völkerrechtler
- 1725: Augustus Keppel, 1. Viscount Keppel, britischer Admiral und Politiker
- 1725: Philipp Ludwig Statius Müller, deutscher Zoologe
- 1736: Marcus Anton Wittola, österreichischer Theologe und Pfarrer
- 1745: Johann Christian Friedrich Flemming, deutscher Orgelbauer
- 1750: Joanna Southcott, englische Schwärmerin
- 1757: Johann Tobias Lowitz, deutsch-russischer Chemiker und Pharmazeut
- 1763: Isaac Wilbour, US-amerikanischer Politiker
- 1767: Charles Nicolas Oudinot, französischer Marschall
- 1767: Christoph Wilhelm Heinrich Sethe, deutscher Jurist
- 1769: Marc Isambard Brunel, britischer Ingenieur, Architekt und Erfinder
- 1770: Georg Sverdrup, norwegischer Philologe, Philosoph und Politiker
- 1772: James Burrill, US-amerikanischer Politiker
- 1775: Charlotte Joachime von Spanien, Prinzessin von Spanien und Königin von Portugal
- 1776ː Maria von Großbritannien, Irland und Hannover, Mitglied der Britische Königsfamilie aus dem Haus Hannover
- 1776: Edward Solly, englischer Kaufmann und Kunstsammler
- 1780: Joseph Anton Salzmann, Schweizer Bischof
- 1781: Ferdinand Karl von Österreich-Este, Feldmarschall und Generalgouverneur von Galizien und Siebenbürgen
- 1786: Johann Christian Zimmermann, deutscher Oberbergrat und Planer des Ernst-August-Stollens
- 1787: Jakob Friedrich Binder, Erster Bürgermeister der Stadt Nürnberg
- 1791: Franz von Waldersee, preußischer General der Kavallerie
- 1792: John Keble, anglikanischer Geistlicher und Dichter
- 1794: Asaf Jah IV., Fürst von Hyderabad
- 1798: Friedrich Ludwig Haarmann, Gründer der ersten deutschen Baugewerkschule

### 19. Jahrhundert

#### 1801–1850
- 1802: Victor Scheppers, belgischer Priester und Ordensgründer
- 1804: Friedrich Preller der Ältere, deutscher Maler und Radierer
- 1806: Robert von Prittwitz und Gaffron, preußischer Regierungspräsident in Schlesien

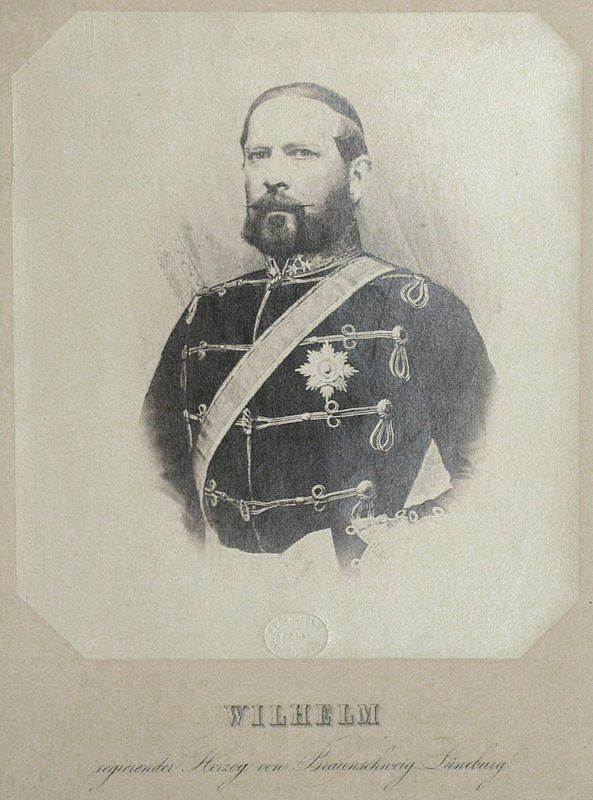
Wilhelm (* 1806)

- 1806: Wilhelm, Herzog von Braunschweig
- 1808: Manuel Gutiérrez de la Concha, spanischer General
- 1811: William Henry Bissell, US-amerikanischer Politiker, Mitglied des Repräsentantenhauses, Gouverneur von Illinois
- 1811: Julius Jacob der Ältere, deutscher Maler
- 1813: Carl Gerster, deutscher Arzt, Homöopath
- 1814: Léon Saunier, deutscher Verleger und Buchhändler
- 1815: Joseph Behm, ungarndeutscher Kirchenmusiker und Komponist
- 1819: Moritz von Aberle, deutscher Theologe
- 1822: Max Maria von Weber, preußischer Ministerialrat und Eisenbahningenieur
- 1823: Abdülmecid I., osmanischer Sultan
- 1823: August Dillmann, deutscher Orientalist und Theologe
- 1824: Gustave Boulanger, französischer Maler
- 1825: Federico Errázuriz Zañartu, chilenischer Politiker, Minister, Staatspräsident
- 1827: Jean-Antoine Zinnen, deutsch-luxemburgischer Musiker und Komponist
- 1828: Julius Grosse, deutscher Schriftsteller
- 1839: Roswell K. Colcord, US-amerikanischer Politiker, Gouverneur von Nevada
- 1839: Ernst Faber, deutscher Sinologe und Missionar
- 1840: Frieda von Lipperheide, deutsche Redakteurin, Herausgeberin, Modezeichnerin, Schriftstellerin, Sammlerin, Mäzenin, Salonnière und Pionierin kostümkundlicher Forschung
- 1841: Franz Fauth, deutscher Pädagoge
- 1842: Max Lossen, deutscher Historiker
- 1843: Alice von Großbritannien und Irland, deutsche Philanthropin, Großherzogin von Hessen und bei Rhein
- 1846: Max Buchner, deutscher Forschungsreisender
- 1849: Haruthiun Abeljanz, Schweizer Chemiker
- 1849: Felix Klein, deutscher Mathematiker
- 1849: Joseph Zimmermann, Schweizer Geistlicher, Missionar in Afrika

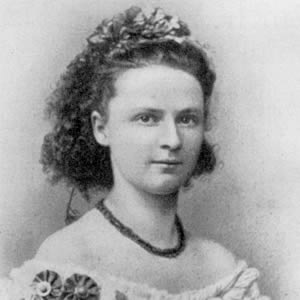
Luise Adolpha Le Beau (* 1850)

- 1850: Luise Adolpha Le Beau, deutsche Pianistin und Komponistin
- 1850: Manasse Tyiseseta, traditioneller Führer der Herero

#### 1851–1900
- 1851: Frédéric Raisin, Schweizer Jurist, Politiker und Kunstsammler
- 1852: Leopoldo Alas, spanischer Schriftsteller
- 1852: Jules Bovon, Schweizer Geistlicher und Hochschullehrer
- 1855ː Sophie von Scheve, deutsche Malerin der Düsseldorfer Schule
- 1857: Giuseppe Gamba, italienischer Geistlicher, Bischof von Biella und Novara, Erzbischof von Turin, Kardinal
- 1858: Raffaele Scapinelli di Leguigno, italienischer Geistlicher, Apostolischer Nuntius in Österreich-Ungarn, Kardinal
- 1861: Marco Enrico Bossi, italienischer Organist und Komponist
- 1861: Rudolf Dittrich, österreichischer Musiker
- 1862: Louis Krauß, deutscher Industrieller und Badewannenfabrikant

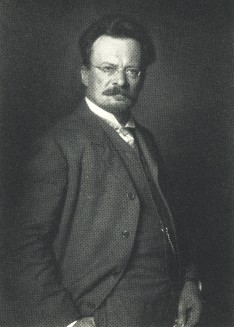
Adolf Miethe (* 1862)

- 1862: Adolf Miethe, deutscher Photochemiker und -physiker
- 1869: Alois Theodor Sonnleitner, österreichischer Jugendbuchautor
- 1871: August Mittelsten Scheid, deutscher Unternehmer
- 1872: Albrecht Bethe, deutscher Physiologe
- 1872: Else Falk, deutsche Sozialpolitikerin und Frauenrechtlerin
- 1872: Edmund Thiele, deutscher Stempelschneider
- 1873: Félix Hubert d’Hérelle, britisch-kanadischer Biologe
- 1873: Walter de la Mare, britischer Dichter und Autor
- 1874: Guglielmo Marconi, italienischer Radiopionier und Unternehmer
- 1878: Theodore Holland, britischer Komponist und Musikpädagoge
- 1883: Semjon Michailowitsch Budjonny, sowjetischer Marschall, dreifacher Held der Sowjetunion
- 1886: Jindřich Hořejší, tschechischer Dichter und Übersetzer
- 1887: Thekla Merwin, österreichische Schriftstellerin, Opfer der Shoah
- 1888: Miyagi Chōjun, Begründer des Gōjū-Ryū Karate-Stils
- 1890: Camilio Mayer, deutscher Hochseilartist
- 1891: Ilse Rosenthal-Schneider, deutsch-australische Physikerin und Philosophin
- 1892: Jakob Grimminger, deutscher SS-Angehöriger, Träger der Blutfahne
- 1892: Anton Rosen, deutscher Lehrer und Heimatforscher
- 1893: Carola Giedion-Welcker, deutsch-schweizerische Kunsthistorikerin
- 1893: Svend Noldan, deutscher Maler und Dokumentarfilmregisseur
- 1893: Ernst Torgler, deutscher Politiker, MdR, Mitangeklagter im Reichstagsbrandprozess
- 1895: Elly Linden, deutsche Politikerin, MdL
- 1895: Fritz Mensing, deutscher Politiker, MdL, MdB

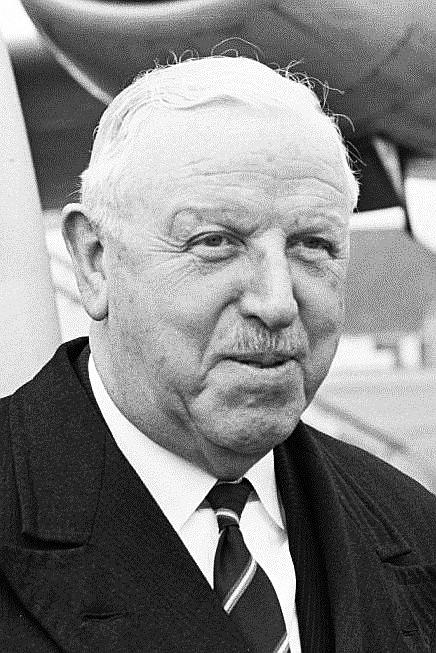
Stanley Rous (* 1895)

- 1895: Stanley Rous, englischer Fußballschiedsrichter und -funktionär, FIFA-Präsident
- 1897: Aloys Feldmann, deutscher Politiker, MdL, MdB
- 1897: Fletcher Pratt, US-amerikanischer Schriftsteller
- 1897: Max Georg von Spallart, österreichischer Theaterkapellmeister und Komponist
- 1897: Haro Stepanjan, armenischer Komponist
- 1898: Edmund Kolbe, deutscher Maler
- 1898: Arthur Mertins, deutscher Politiker, MdR, MdB
- 1898: Stefanija Turkewytsch, ukrainische Komponistin, Pianistin und Musikwissenschaftlerin
- 1900: Gladwyn Jebb, 1. Baron Gladwyn, britischer Politiker und Diplomat
- 1900: Ernst Kris, österreichisch-US-amerikanischer Kunsthistoriker und Psychoanalytiker
- 1900: Wolfgang Pauli, österreichischer Physiker, Nobelpreisträger

### 20. Jahrhundert

#### 1901–1925
- 1901: Gottfried Amann, deutscher Forstwissenschaftler und Sachbuchautor
- 1901: Wilhelm Hofmann, deutscher Lehrer und Sonderpädagoge
- 1901: Ernst Gernot Klussmann, deutscher Komponist und Hochschullehrer
- 1902: Kurt Gottschaldt, deutscher Vertreter der Gestaltpsychologie
- 1902: Leopold Gutterer, deutscher Politiker, enger Vertrauter von Reichspropagandaminister Joseph Goebbels
- 1902: Werner Heyde, deutscher Psychiater und Neurologe, Mittäter der Euthanasiemorde in der NS-Zeit (Aktion T4)
- 1902: William H. Wright, US-amerikanischer Drehbuchautor, Film- und Fernsehproduzent

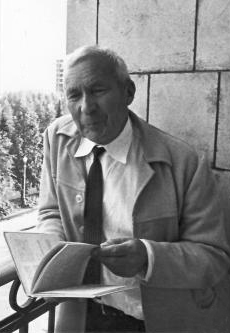
Andrei Kolmogorow (* 1903)

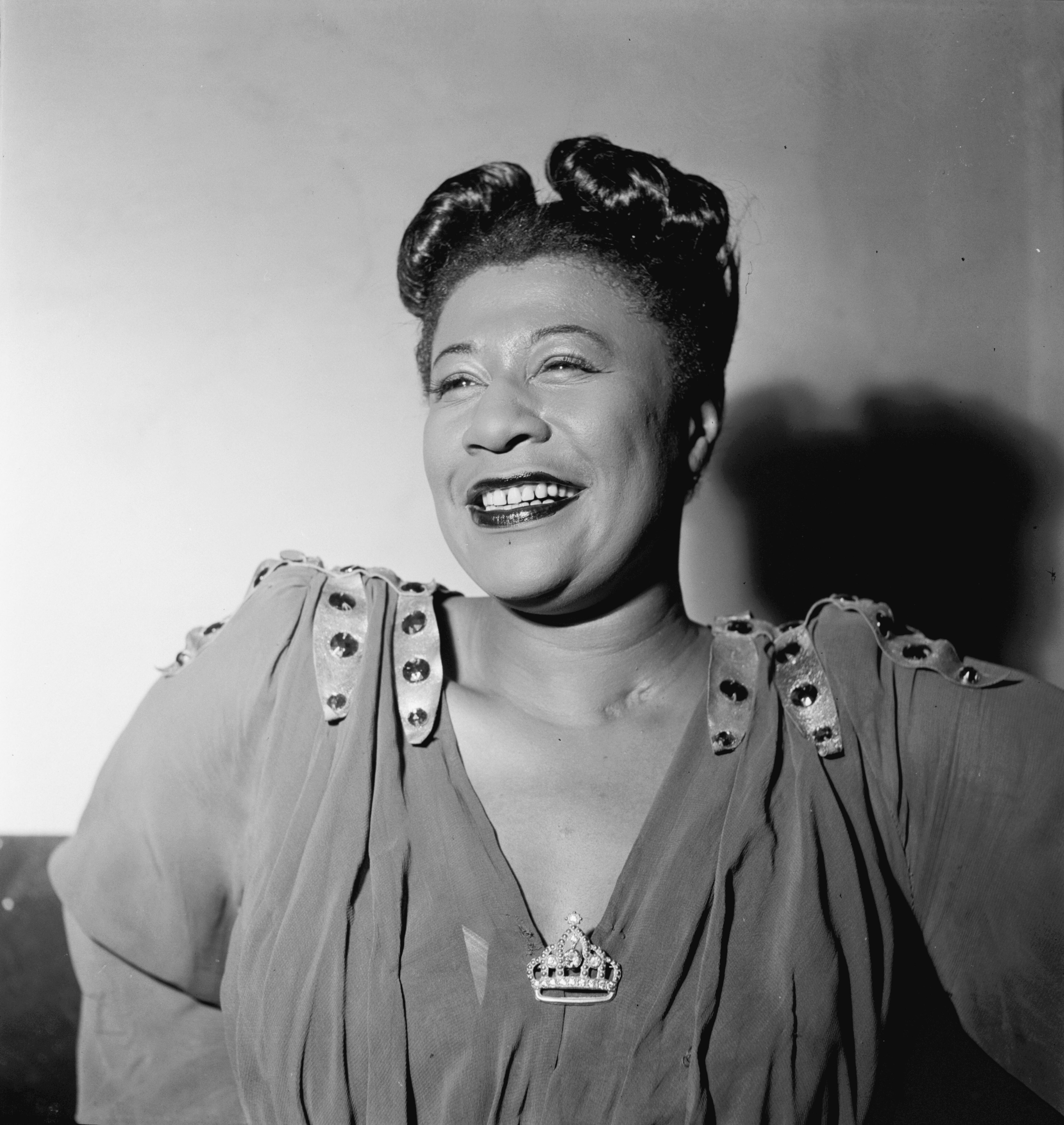
Ella Fitzgerald (* 1917)

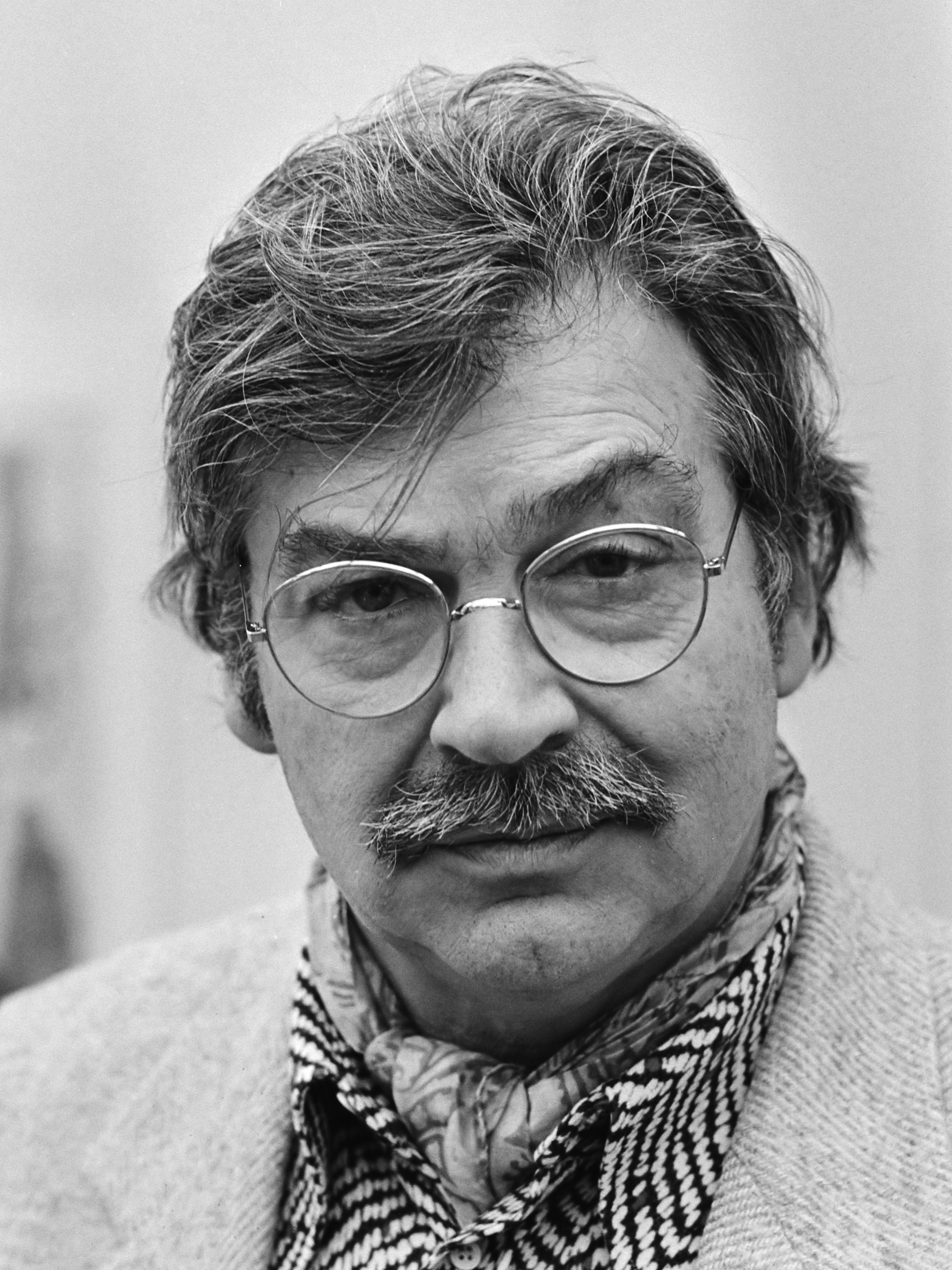
Karel Appel (* 1921)

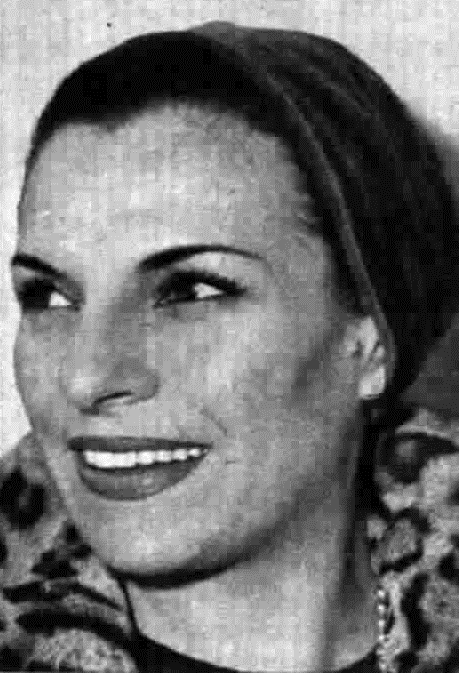
Lis Angeleri (* 1922)

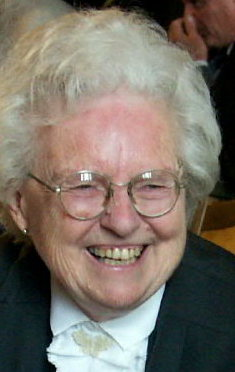
Erzsébet Szőnyi (* 1924)

- 1903: Andrei Nikolajewitsch Kolmogorow, russischer Mathematiker
- 1903: Camilla Horn, deutsche Schauspielerin
- 1903: Michele Pellegrino, italienischer Kardinal und Erzbischof von Turin
- 1904: Huey Long, US-amerikanischer Musiker
- 1906: Zoltán Gárdonyi, ungarischer Komponist, Kirchenmusiker und Pädagoge
- 1907: Isaac Mamott, kanadischer Cellist und Musikpädagoge
- 1907: Wassili Pawlowitsch Solowjow-Sedoi, russischer Komponist
- 1907: Fusa Tatsumi, japanische Supercentenarian (1907–2023)
- 1907: Mykola Trublaini, russischer Schriftsteller
- 1908: Erwin Assmann, deutscher Historiker
- 1908: Edward R. Murrow, US-amerikanischer Radio- und Fernsehjournalist (See It Now)
- 1909: Jaroslav Doubrava, tschechischer Komponist, Maler und Pädagoge
- 1910: Adolf Metzner, deutscher Leichtathlet
- 1913: Earl Bostic, US-amerikanischer Altsaxophonist und Komponist
- 1913: Giovanni Battista Piamarta, italienischer Priester und Ordensgründer, Seliger
- 1914: Marcos Pérez Jiménez, venezolanischer Präsident
- 1914: Bob Russell, US-amerikanischer Liedtexter und Komponist
- 1915: Max Bach, deutscher Verleger
- 1915: Joseph Abileah, israelischer Violinist und Friedensaktivist, erster verurteilter israelischer Kriegsdienstverweigerer
- 1916: Luis Herrera de la Fuente, mexikanischer Dirigent und Komponist
- 1916: Marco Tulio Maristany, venezolanischer Sänger
- 1917: Ella Fitzgerald, US-amerikanische Jazz-Sängerin
- 1917: Jean Lucas, französischer Autorennfahrer
- 1918: Muhammed Said Abdulla, tansanischer Schriftsteller
- 1918: Graham Payn, südafrikanisch-britischer Entertainer, Sänger und Schauspieler
- 1918: Alain Savary, französischer Bildungspolitiker, Mitglied der Forces Françaises Libres
- 1918: Astrid Varnay, schwedische Sopranistin und Mezzosopranistin
- 1918: Gérard-Henri de Vaucouleurs, französisch-US-amerikanischer Astronom
- 1919: Finn Helgesen, norwegischer Eisschnellläufer
- 1919: Heinz Wunderlich, deutscher Organist und Komponist
- 1920: Helmut Lortz, deutscher Grafiker
- 1920: Peter Karvaš, slowakischer Schriftsteller, Dramatiker und Philosoph
- 1920: Marko Račič, jugoslawischer Leichtathlet
- 1921: Karel Appel, niederländischer Maler
- 1922: Lia Angeleri, italienische Schauspielerin
- 1922: Georges Cottier, Schweizer Kardinal
- 1922: Miura Ayako, japanische Schriftstellerin
- 1923: Anita Björk, schwedische Schauspielerin
- 1923: Albert King, US-amerikanischer Bluesmusiker
- 1923: Josef Weidinger, österreichischer Boxer
- 1924: Peter Abeles, australischer Unternehmer
- 1924: Joseph Eric D’Arcy, australischer Erzbischof von Hobart
- 1924: Brigitte Freyh, deutsche Politikerin
- 1924: Sophie Nogler, österreichische Skirennläuferin
- 1924: Erzsébet Szőnyi, ungarische Musikpädagogin und Komponistin
- 1925: Susan Alamo, US-amerikanische Evangelistin und Predigerin der Pfingstbewegung
- 1925: Sammy Drechsel, deutscher Journalist
- 1925ː Zofia Kielan-Jaworowska, polnische Wirbeltier-Paläontologin, Gerechte unter den Völkern
- 1925: Ilse Künkele, deutsche Schauspielerin

#### 1926–1950

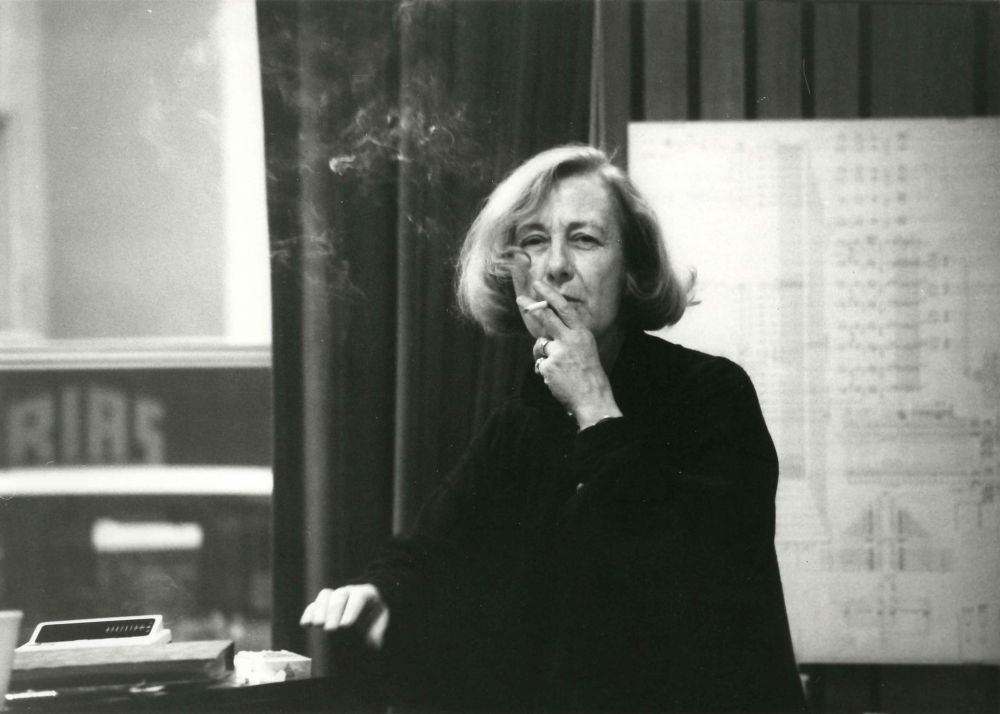
Rosemarie Fendel (* 1927)

- 1926: Vittorio Gelmetti, italienischer Komponist
- 1926: Tadeusz Janczar, polnischer Schauspieler
- 1927: Rosemarie Fendel, deutsche Schauspielerin
- 1927: Frances Hyland, kanadische Schauspielerin

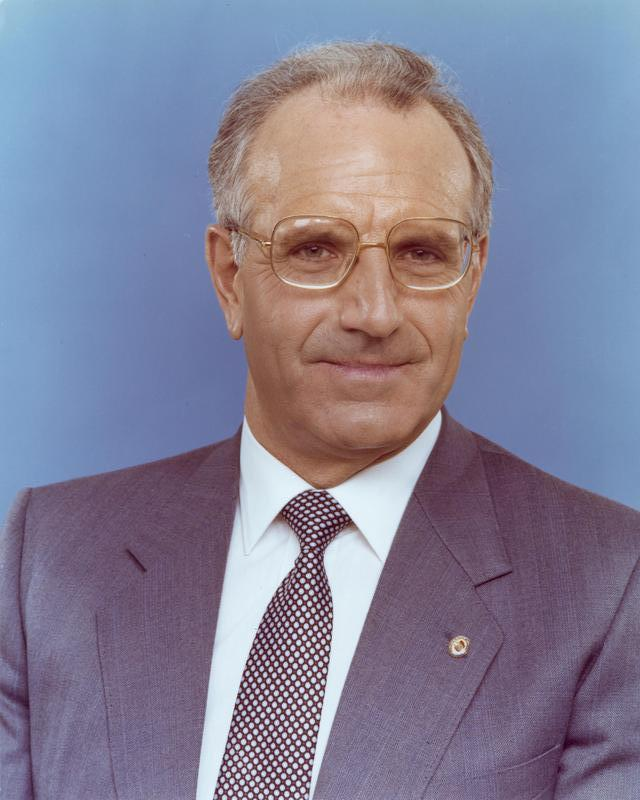
Werner Jarowinsky (* 1927)

- 1927: Werner Jarowinsky, deutscher Politiker
- 1927: Ernst-Otto Meyer, deutscher Fußballspieler
- 1927: Siegfried Palm, deutscher Cellist
- 1927: Albert Uderzo, französischer Autor und Zeichner (Asterix)
- 1927: Ernst Widmer, schweizerisch-brasilianischer Komponist
- 1928: Richard Anders, deutscher Schriftsteller
- 1928: Cy Twombly, US-amerikanischer Maler, Fotograf und Objektkünstler
- 1929: Georg Hohenberg, österreichischer Diplomat
- 1929: Hans-Joachim Rotzsch, deutscher Kantor und Chorleiter, Tenor und Thomaskantor
- 1930: Paul Mazursky, US-amerikanischen Autorenfilmer
- 1930: Peter-Emil Rupp, deutscher Manager

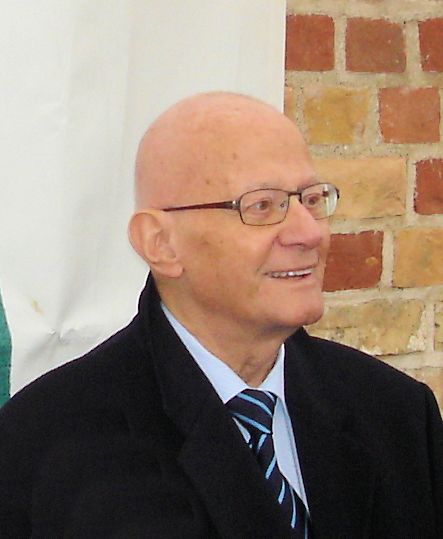
Peter Schulz (* 1930)

- 1930: Peter Schulz, deutscher Jurist und Kommunalpolitiker
- 1930: Violetta Ferrari, ungarische Schauspielerin
- 1931: Hans-Joachim Böhme, deutscher Politiker, DDR-Hochschulminister
- 1931ː Urszula Figwer, polnische Speerwerferin
- 1931: Hans Georg Pescher, deutscher Eishockeyspieler und -trainer
- 1931: Bridget Riley, britische Malerin
- 1932: Nikolai Semjonowitsch Kardaschow, russischer Astrophysiker
- 1932: Lia Manoliu, rumänische Leichtathletin, Olympiasiegerin
- 1932: Roberto Yanés, argentinischer Sänger
- 1933: Karl-Wilhelm Lange, deutscher Kommunalpolitiker und Verbandsfunktionär
- 1933: Jerry Leiber, US-amerikanischer Songschreiber
- 1934: Kevin Aje, nigerianischer Geistlicher, Bischof von Sokoto
- 1934ː Anneliese Dörck, deutsche Grafikerin, Karikaturistin und Cartoonistin
- 1935: Inga Freidenfelds, australischer Basketballspieler
- 1935: Bob Gutowski, US-amerikanischer Stabhochspringer
- 1936: Henck A. E. Arron, surinamischer Premierminister
- 1937: Bucky Adams, kanadischer Jazzsaxophonist und Bandleader
- 1937: Wolfgang Zapf, deutscher Soziologe
- 1938: Ton Schulten, niederländischer Maler
- 1939: Patrick Anson, 5. Earl of Lichfield, britischer Photograph
- 1939: Tarcisio Burgnich, italienischer Fußballspieler
- 1939: Karin Kessler, deutsche Leichtathletin
- 1939 oder 1940: Henrik Arildskov, dänischer Gärtner, Berufsschullehrer und Fernsehmoderator
- 1940: Ethel Afamado, uruguayische Sängerin und Schriftstellerin

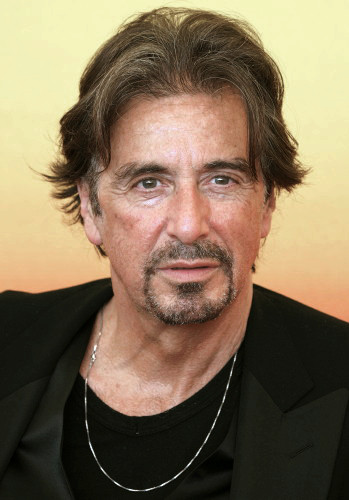
Al Pacino (* 1940)

- 1940: Al Pacino, US-amerikanischer Schauspieler, Regisseur und Produzent
- 1940: Jochen Borchert, deutscher Politiker
- 1941: Richard Agreiter, österreichischer Bildhauer
- 1941: Werner Enke, deutscher Schauspieler und Autor
- 1941: Markus Lüpertz, deutscher Maler
- 1941: Walter Mixa, deutscher Militärbischof und Bischof von Augsburg
- 1941: Rudolf Růžička, tschechischer Komponist
- 1941: Peter Skalicky, deutscher Rektor der Technischen Universität Wien
- 1941: Bertrand Tavernier, französischer Filmregisseur
- 1942: István Aranyos, ungarischer Turner
- 1942: Josef Dvořák, tschechischer Schauspieler
- 1942: Volkmar Schubert, deutscher Politiker
- 1943: Eduardo Amorós, spanischer Reiter
- 1943: Angelo Anquilletti, italienischer Fußballspieler
- 1943: Günther Antesberger, österreichischer Musikwissenschaftler, Komponist und Musikredakteur
- 1943: Tony Christie, britischer Schlagersänger
- 1944: Mete Aslan, türkischer Politiker
- 1944: Berit Berthelsen, norwegische Leichtathletin
- 1944: Julio Montero Castillo, uruguayischer Fußballspieler
- 1945: Franz Bardenhewer, deutscher Jurist
- 1945: Lutz Feldt, deutscher Vizeadmiral und Inspekteur der Marine
- 1945: Esther Orozco, mexikanische Biologin und Politikerin
- 1945: Giacinto Santambrogio, italienischer Radrennfahrer
- 1945: Geriet Schieske, deutscher Regisseur, Schauspieler und Autor

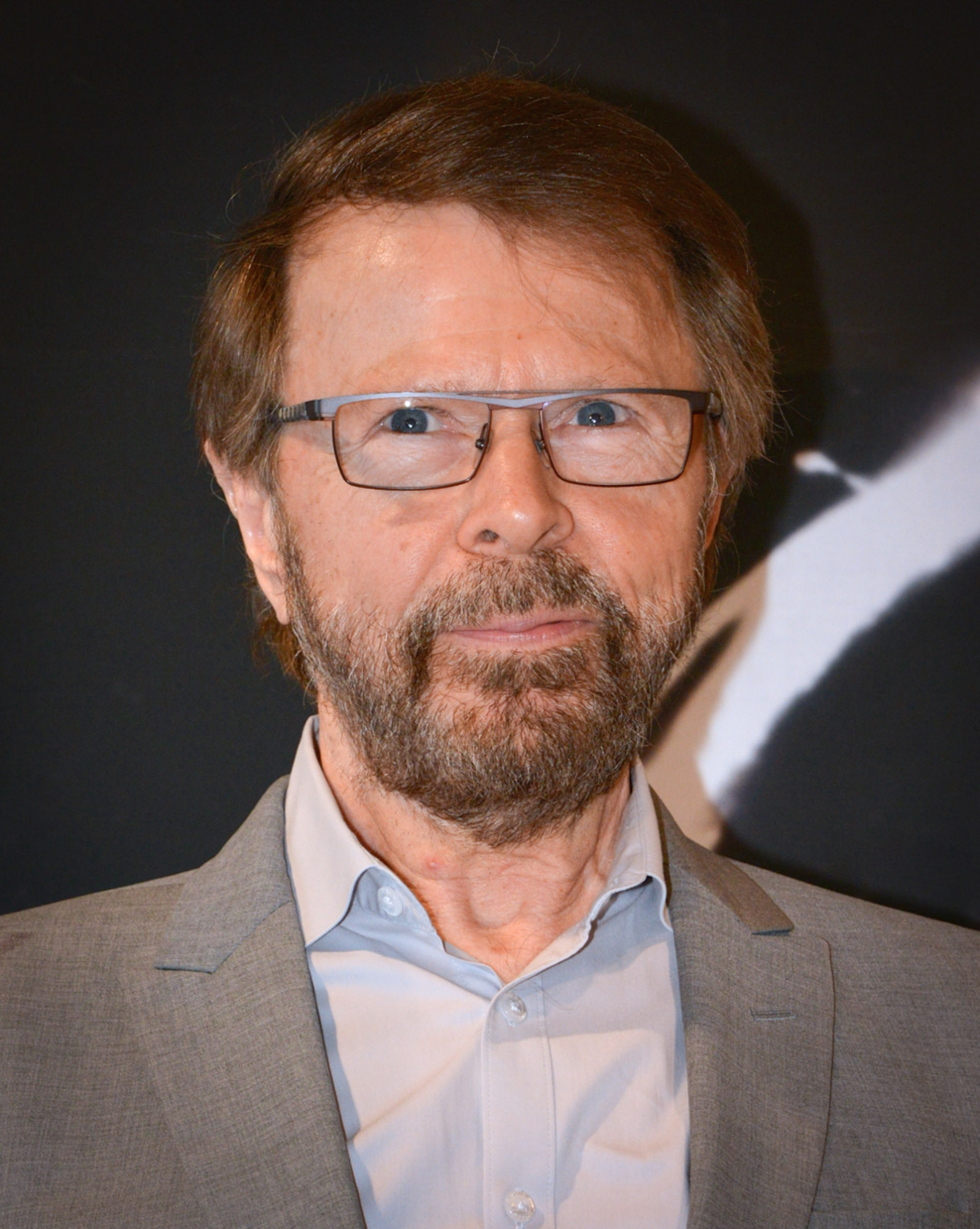
Björn Ulvaeus (* 1945)

- 1945: Björn Ulvaeus, schwedischer Sänger und Musiker (ABBA)
- 1946: Andrzej Seweryn, polnischer Schauspieler
- 1946: Talia Shire, US-amerikanische Schauspielerin
- 1946: Wladimir Wolfowitsch Schirinowski, russischer Politiker, Abgeordneter der Duma
- 1946: Strobe Talbott, US-amerikanischer Diplomat, Politiker und Politikwissenschaftler
- 1947: Johan Cruyff, niederländischer Fußballspieler und -trainer
- 1948: Enver Marić, jugoslawischer Fußballspieler
- 1949: Dominique Strauss-Kahn, französischer Politiker
- 1950: Helmut Draxler, österreichischer Manager
- 1950: Steve Ferrone, britischer Schlagzeuger
- 1950: Peter Hintze, deutscher Politiker
- 1950: Ulrich Langenbach, deutscher Künstler
- 1950: Heribert Rech, deutscher Politiker, Innenminister von Baden-Württemberg

#### 1951–1975
- 1951: Zdeněk Merta, tschechischer Komponist, Pianist und Musikproduzent
- 1952: Claus Bernhard Auer, deutscher Diplomat
- 1952: Michael Aufhauser, deutscher Tierschützer
- 1952: Jacques Santini, französischer Fußballspieler und -trainer
- 1952: Milena Duchková, tschechische Wasserspringerin, Olympiasieger und Weltmeister

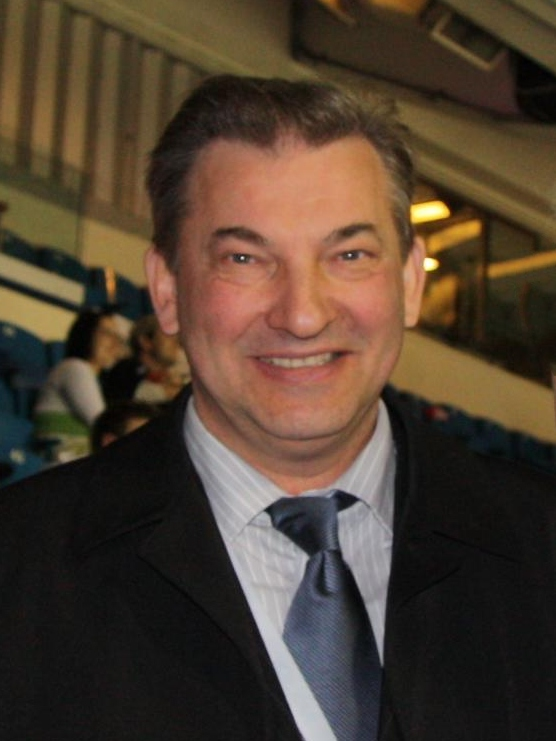
Wladislaw Tretjak (* 1952)

- 1952: Wladislaw Alexandrowitsch Tretjak, russischer Eishockeyspieler, Olympiasieger und Weltmeister
- 1953: Giorgio Battistelli, italienischer Avantgarde-Komponist
- 1953: Jakob Paul Gillmann, Schweizer Schriftsteller und Vermessungsingenieur
- 1953: Anton Viskup, slowakischer Komponist, Kontrabassist und Musikdramaturg
- 1954: Bob Ross, britischer Hornist und Dirigent
- 1955: Benjamin Marc Ramaroson, madagassischer Bischof
- 1955: Eric Drexler, deutscher Autor und Pionier der molekularen Nanotechnologie und Autor
- 1955: Larry Barrett, US-amerikanischer Songwriter und Sänger
- 1955: John Nunn, englischer Schachspieler und -theoretiker
- 1955: Michael Denhoff, deutscher Komponist und Cellist
- 1956: Helge Antoni, schwedischer Pianist
- 1956: Dominique Blanc, französische Schauspielerin
- 1956: Jaroslava Schallerová, tschechische Schauspielerin
- 1956: Koo Stark, US-amerikanische Schauspielerin, Model und Fotografin
- 1956: Mirko Votava, deutscher Fußballspieler und -trainer
- 1957: Joseph Aucoin, US-amerikanischer Vizeadmiral
- 1957: Pavel Baran, tschechischer Dozent
- 1957: Cor Euser, niederländischer Autorennfahrer

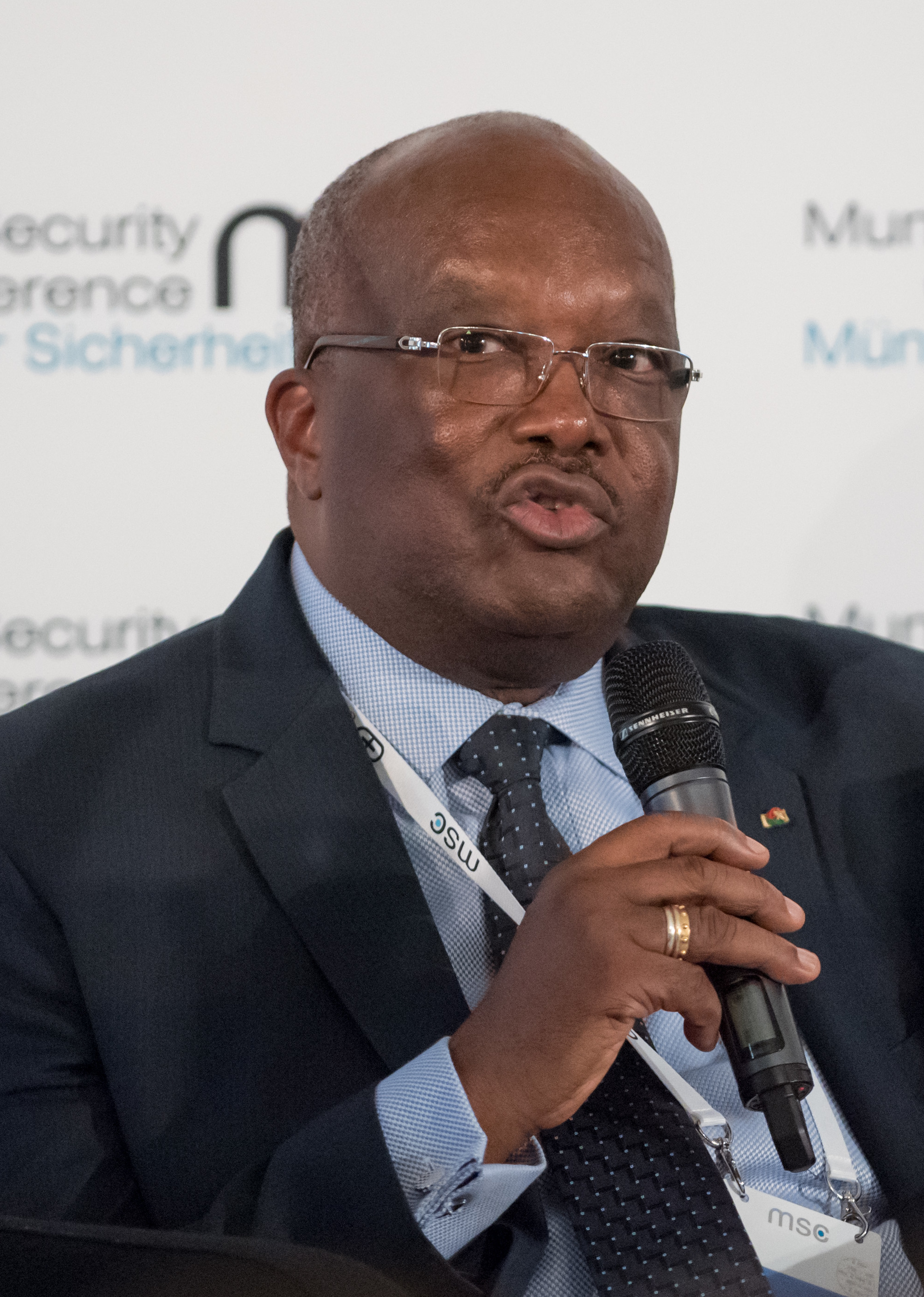
Roch Marc Kaboré (* 1957)

- 1957: Roch Marc Kaboré, Staatspräsident von Burkina Faso
- 1957ː Renata Waldgoni, jugoslawische bzw. kroatische Architektin
- 1958: Fish, britischer Sänger
- 1960: Francesco Romano, italienischer Fußballspieler
- 1961: Agneta Andersson, schwedische Kanutin
- 1961: Markus Büchel, Liechtensteiner Sprinter
- 1961: Dinesh D’Souza, indischstämmiger US-amerikanischer Autor und Filmemacher
- 1961: Frank De Winne, belgischer Astronaut
- 1961: Ralf Forster, deutscher Fußballspieler
- 1961: Truls Mørk, norwegischer Cellist
- 1961: Christopher Wlezien, US-amerikanischer Politikwissenschaftler
- 1962: Joseph Befe Ateba, kamerunischer Bischof
- 1962: Ralf Benschu, deutscher Musiker
- 1962: Ole Edvard Antonsen, norwegischer Trompeter
- 1963: Hitoshi Ashinano, japanischer Manga-Zeichner

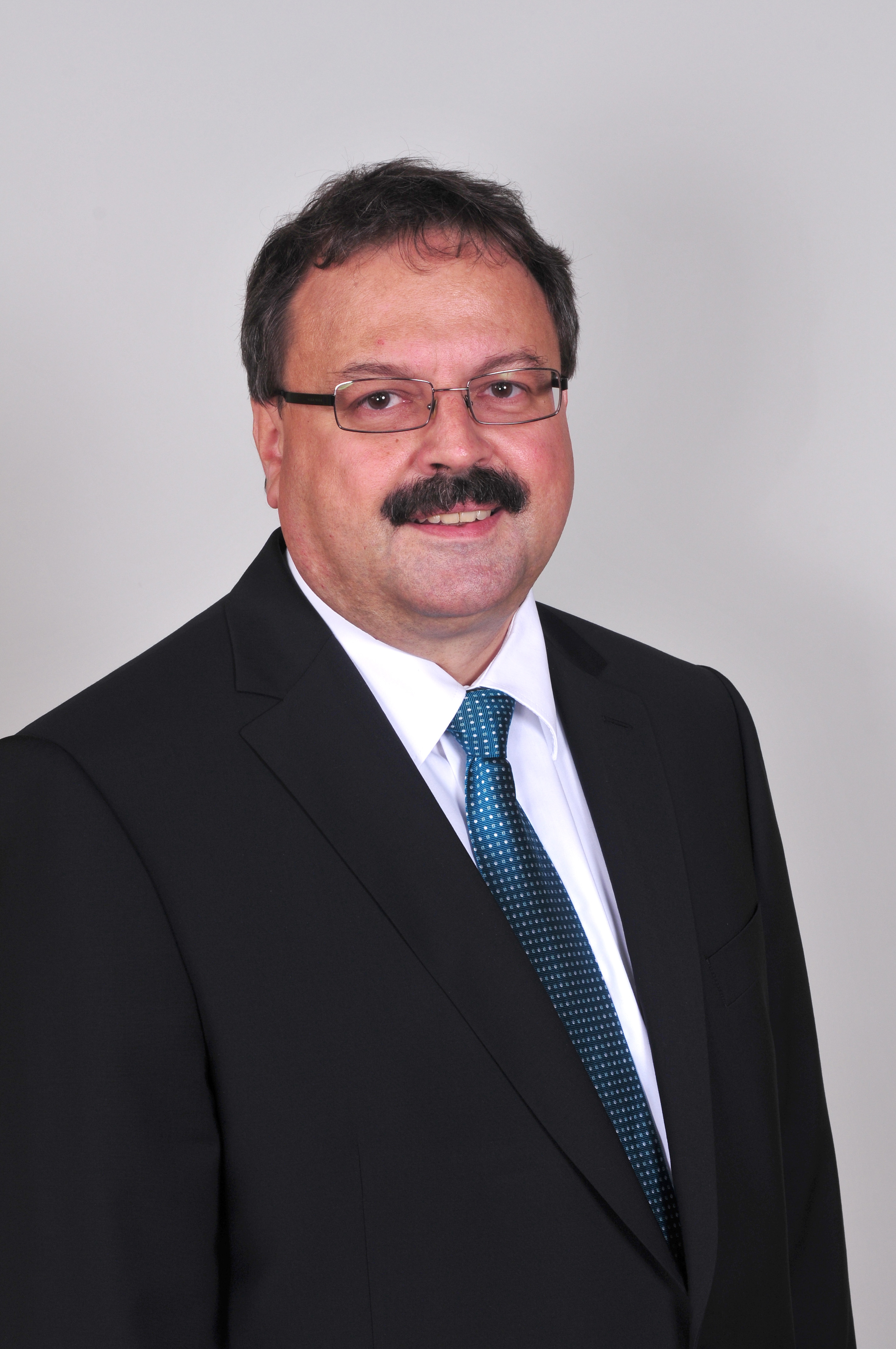
Peter Meyer (* 1963)

- 1963: Peter Meyer, deutscher Politiker
- 1963: Ralph Netzer, deutscher Kameramann
- 1963: Andreas Rettig, deutscher Fußballfunktionär
- 1964: Fadela Amara, französische Politikerin
- 1964: Martin Ambrosch, österreichischer Drehbuchautor
- 1964: Hank Azaria, US-amerikanischer Schauspieler und Synchronsprecher
- 1964: Ulrike Bahr, deutsche Politikerin
- 1964: Andy Bell, britischer Sänger
- 1964: Arno Enners, deutscher Politiker
- 1964: Lisa Franchetti, US-amerikanische Marineoffizierin
- 1964: Alice Gerken, deutsche Politikerin
- 1964: Norbert Hungerbühler, Schweizer Mathematiker
- 1964: Matthias Petzold, deutscher Jazzmusiker
- 1964: Werner Reiterer, österreichischer Künstler
- 1964: Sebastian Sigler, deutscher Historiker und Journalist
- 1965: Jens Adler, deutscher Fußballspieler
- 1966: Francis Fulton-Smith, britisch-deutscher Schauspieler
- 1966: Femke Halsema, niederländische Politikerin
- 1966: Rubén Sosa, uruguayischer Fußballspieler
- 1967: Susana Amador, portugiesische Verwaltungsjuristin und Politikerin
- 1967: Joachim Pfeiffer, deutscher Politiker (CDU)
- 1968: Christopher Campbell, französischer Autorennfahrer
- 1968: Martin Schenkel, Schweizer Schauspieler
- 1968: Thomas Strunz, deutscher Fußballspieler
- 1969: Martin Koolhoven, niederländischer Regisseur, Drehbuchautor und Schauspieler
- 1969: Kai Hundertmarck, deutscher Radrennfahrer
- 1969: Gina Torres, US-amerikanische Schauspielerin

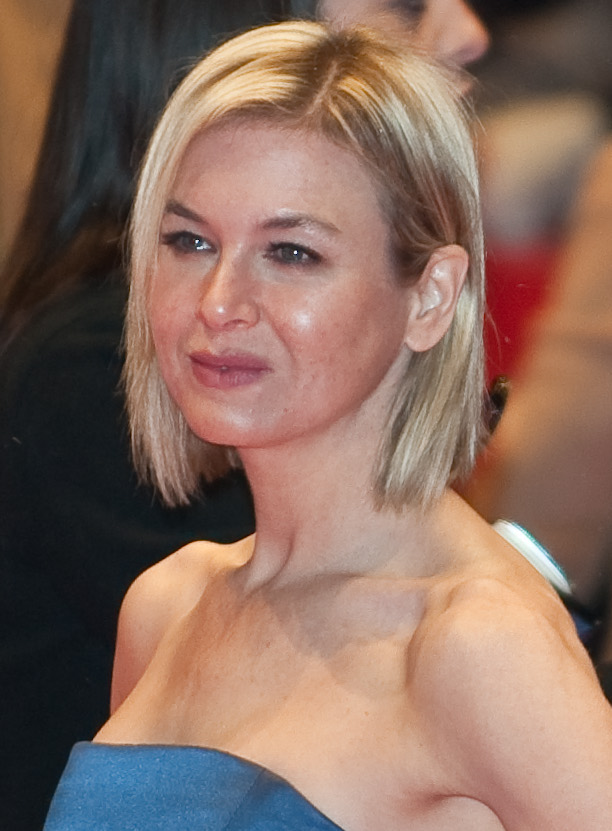
Renée Zellweger (* 1969)

- 1969: Renée Zellweger, US-amerikanische Schauspielerin
- 1970: Joël Abati, französischer Handballspieler
- 1970: Kate Allen, österreichische Triathletin
- 1970: Maurice Androsch, österreichischer Politiker und Polizeibeamter
- 1970: Jason Lee, US-amerikanischer Schauspieler und Produzent
- 1970: Adriana Lisboa, brasilianische Schriftstellerin
- 1970: Kjersti Stubø, norwegischer Jazzsänger
- 1970: Henrik Stutzmann, deutscher Jurist und Richter am Bundesfinanzhof
- 1970: Jason Wiles, US-amerikanischer Schauspieler, Regisseur und Produzent
- 1971: Arnór Gunnarsson, isländischer Skirennläufer
- 1972: Markus Bütler, Schweizer Eishockeyspieler
- 1972: Thomas Hanreich, deutscher Sänger und Songwriter
- 1972: Jaak Sooäär, estnischer Jazzgitarrist
- 1972: Silke Wittkopp, deutsche Juristin
- 1973: Georg Breinschmid, österreichischer Kontrabassist, Komponist und Jazz-Musiker
- 1973: Amel Karboul, tunesische Unternehmerin, Unternehmensberaterin und Politikerin
- 1973: Fredrik Larzon, schwedischer Schlagzeuger
- 1973: Barbara Rittner, deutsche Tennisspielerin
- 1973: Brigitte Traeger, deutsche Sängerin
- 1974: Grant Achatz, US-amerikanischer Dreisternekoch
- 1974: Sandra Borgmann, deutsche Schauspielerin
- 1974: Gabrielle Odinis, deutsche Schauspielerin
- 1974: Barbara Romagnan, französische Politikerin
- 1974: Ursula Strauss, österreichische Schauspielerin und Sängerin
- 1974: Susanne Wille, Schweizer Moderatorin, Generaldirektorin der SRG
- 1975: Shivani Ghai, englische Schauspielerin
- 1975: Truls Ove Karlsen, norwegischer Skirennläufer
- 1975: André Thieme, deutscher Springreiter

#### 1976–2000
- 1976: Gilberto da Silva Melo, brasilianischer Fußballspieler

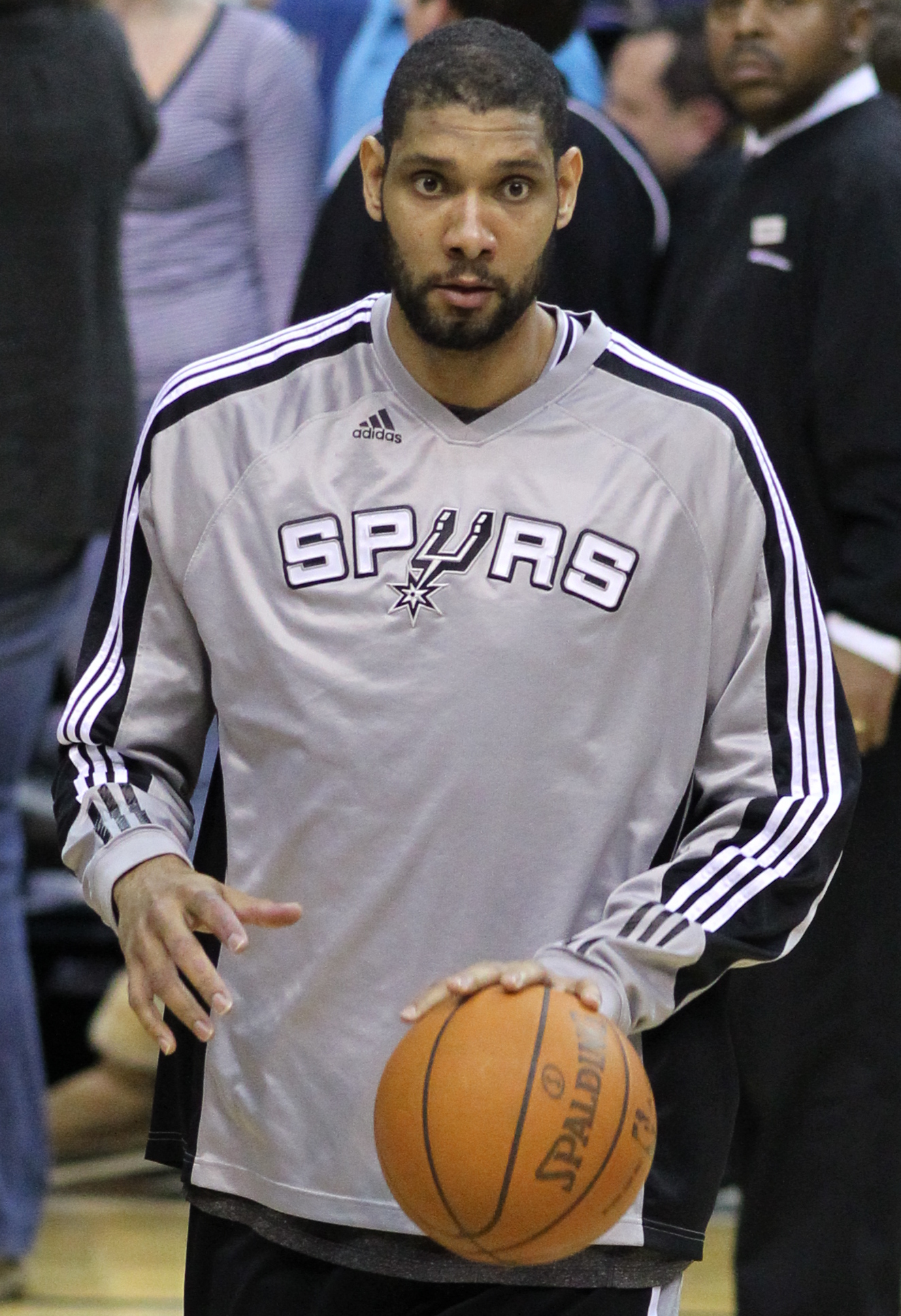
Tim Duncan (* 1976)

- 1976: Tim Duncan, US-amerikanischer Basketballspieler
- 1976: Stefan Murr, deutscher Schauspieler
- 1976: Rainer Schüttler, deutscher Tennisspieler
- 1977: Sylviane Berthod, Schweizer Skirennläuferin
- 1977: Christian Dubé, kanadischer Eishockeyspieler
- 1977: Sebastian Helbig, deutscher Fußballspieler
- 1977: Marguerite Moreau, US-amerikanische Filmschauspielerin
- 1978: Yim Bang-eun, südkoreanischer Badmintonspieler
- 1978: Beate Meinl-Reisinger, österreichische Politikerin
- 1978: Julia-Christina Stange, deutsche Politikerin
- 1978: Tone Wølner, norwegische Handballspielerin
- 1979: Giuseppe Andrews, US-amerikanischer Schauspieler, Regisseur und Drehbuchautor
- 1979: Andreas Küttel, Schweizer Skispringer
- 1979: Aleksandar Radosavljević, slowenischer Fußballspieler
- 1980: Hoàng Thanh Trang, ungarische Schachspielerin vietnamesischer Herkunft
- 1980: Alejandro Valverde, spanischer Radrennfahrer

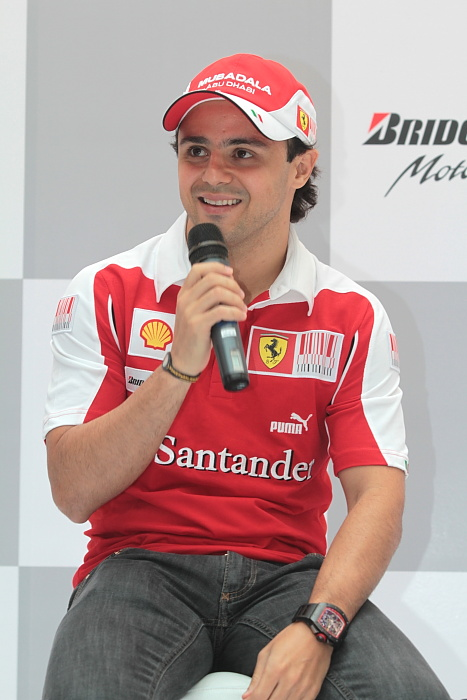
Felipe Massa (* 1981)

- 1981: Felipe Massa, brasilianischer Formel-1-Rennfahrer
- 1981: Anja Pärson, schwedische Skiläuferin
- 1983: Katharina Heyer, deutsche Schauspielerin
- 1983: Dušan Kožíšek, tschechischer Skilangläufer
- 1983: Kōki Saga, japanischer Rennfahrer
- 1984: Kalle Keituri, finnischer Skispringer
- 1984: Ulrike Mertesacker, deutsche Handballspielerin
- 1984: Katerina Rohonyan, ukrainisch-US-amerikanische Schachspielerin
- 1984: Nik Tyler, US-amerikanischer Schauspieler und Kurzfilmproduzent
- 1984: Saygin Yalçin, türkisch-deutscher Unternehmer
- 1985: Giedo van der Garde, niederländischer Rennfahrer
- 1985: Wahagn Minasjan, armenischer Fußballspieler
- 1986: Ahmad Haidar Anuawar, malaysischer Radrennfahrer
- 1986: Karim Günes, deutscher Schauspieler
- 1986: Raïs M’Bolhi, französisch-algerischer Fußballspieler
- 1986: Jörn Nowak, deutscher Fußballspieler

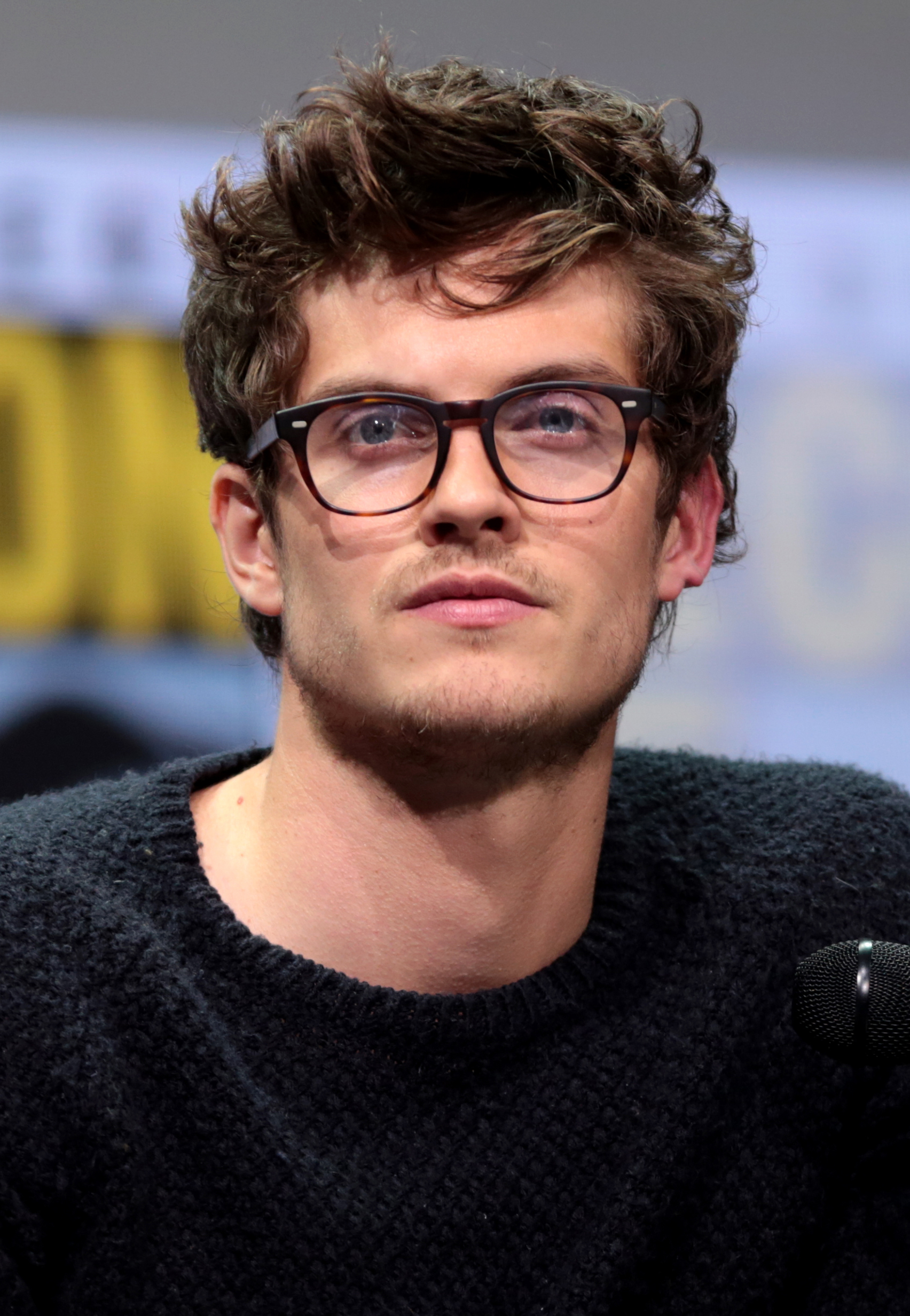
Daniel Sharman (* 1986)

- 1986: Daniel Sharman, britischer Schauspieler
- 1987: Marcel Höttecke, deutscher Fußballspieler
- 1988: Elif Aşkın, türkische Biathletin
- 1988: Marcel Kaupp deutscher Sänger
- 1989: Michael van Gerwen, niederländischer Dartspieler
- 1989: Gendün Chökyi Nyima, tibetanischer Panchen Lama
- 1990: Lachlan Buchanan, australischer Schauspieler
- 1990: Matias Laine, finnischer Autorennfahrer
- 1990: Jean-Éric Vergne, französischer Autorennfahrer
- 1991: Olivier Lombard, französischer Autorennfahrer
- 1992: Bryan Coquard, französischer Radrennfahrer
- 1992: Pavel Kadeřábek, tschechischer Fußballspieler
- 1993: Raphaël Varane, französischer Fußballspieler
- 1994: Jake Forster-Caskey, englischer Fußballspieler
- 1994: Marcel Sobottka, deutscher Fußballspieler
- 1994: Maggie Rogers, US-amerikanische Singer-Songwriterin
- 1994: Lucas Woudenberg, niederländischer Fußballspieler
- 1994: Sam Fender, englischer Singer-Songwriter
- 1995: Ellen Benediktson, schwedische Sängerin
- 1995: Carljohan Eriksson, finnischer Fußballtorhüter
- 1995: Karolina Andrejewna Sewastjanowa, russische Turnerin, Olympiasiegerin
- 1996: Allisyn Ashley Arm, US-amerikanische Schauspielerin
- 1996: Daniel Felipe Martínez, kolumbianischer Radrennfahrer
- 1997: Daniel Guttenberger, österreichischer Poolbillardspieler
- 1998: Satou Sabally, deutsche Basketballspielerin

### 21. Jahrhundert
- 2000: Pascal Rupprecht, deutscher Dartspieler
- 2003: Emrehan Gedikli, deutsch-türkischer Fußballspieler
- 2003: Josia Topf, deutscher Para-Schwimmer
- 2006: David Alonso, kolumbianischer Motorradrennfahrer

## Gestorben

### Vor dem 16. Jahrhundert
- 0487: Kenzō, 23. Kaiser von Japan
- 0737: Ermin, Abtbischof von Lobbes
- 0974: Ratherius, Lehrer, Abt von Lobbes, Bischof von Verona und Bischof von Lüttich
- 1074: Hermann I. von Baden, Markgraf
- 1077: Géza I., König von Ungarn
- 1112: Gaudry, Bischof von Laon
- 1116: Bernhard von Tiron, Einsiedler und Klostergründer
- 1124: Bruno von Bretten, Erzbischof von Trier
- 1185: Antoku, Kaiser von Japan
- 1217: Hermann I., Landgraf von Thüringen
- 1245: Johannes Teutonicus Zemeke, Halberstädter Glossator
- 1264: Roger de Quincy, 2. Earl of Winchester, englisch-schottischer Magnat
- 1295: Sancho IV., König von León und Kastilien
- 1316: Friedrich der Kleine, Markgraf von Meißen
- 1342: Benedikt XII., Papst
- 1359: Albert II. von Hohenberg, Bischof von Freising, Konstanz und Würzburg
- 1362: Muhammad VI., Emir von Granada
- 1380: Margarete von Brabant, Gräfin von Flandern
- 1397: Thomas Holland, 2. Earl of Kent, englischer Adeliger, Militär im Hundertjährigen Krieg
- 1399: Widzeld tom Brok, ostfriesischer Häuptling des Brokmer- und des Auricherlands
- 1402: Jean de la Grange, französischer Kardinal
- 1409: Johann von Moosburg, Bischof von Regensburg
- 1421: Weiprecht II. von Helmstatt, deutscher Reichsritter, Rat und Vogt im Oberamt Bretten
- 1439: Avigdor Kara, Rabbiner, Schriftgelehrter und Kabbalist
- 1472: Leon Battista Alberti, italienischer Architekt und Humanist
- 1472: Jacques de Villiers de L’Isle-Adam, französischer Adliger und Militär
- 1473: Albrecht von Hoya, Bischof von Minden und Administrator des Bistums Osnabrück
- 1495: Elisabeth von Waldeck, von 1442 bis 1495 Äbtissin des Frauenstiftes Kaufungen
- 1499: Veit Werner von Zimmern, deutscher Adeliger

### 16. bis 18. Jahrhundert
- 1505: Margaretha von Venningen, deutsche Adelige und Äbtissin
- 1507: Elisabeth von Brandenburg, Gräfin von Henneberg
- 1509: Georg II., Fürst von Anhalt-Köthen
- 1516: John Yonge, englischer Diplomat und Jurist
- 1545: Jobst II., Graf von Hoya

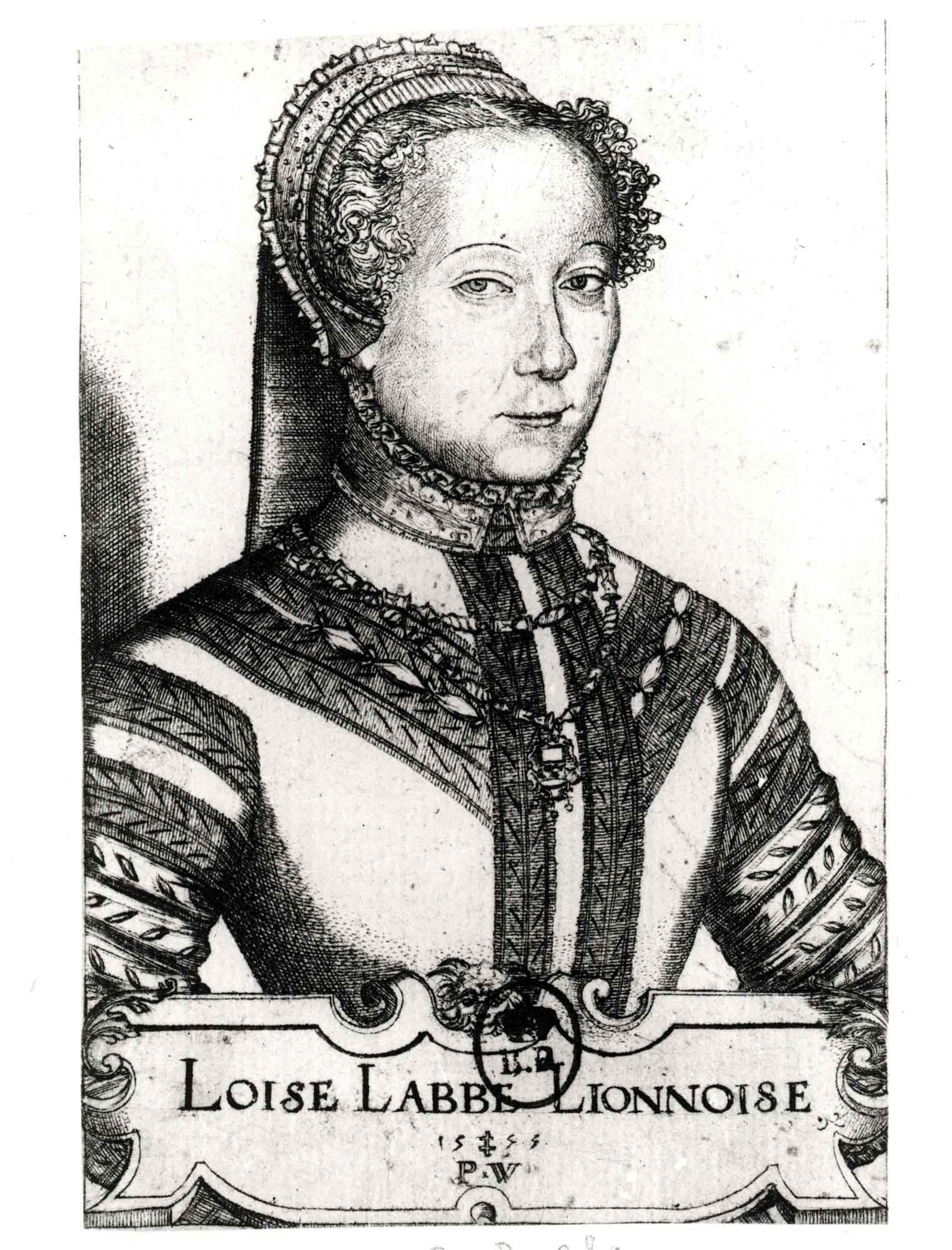
Louise Labé († 1566)

- 1566: Louise Labé, französische Dichterin
- 1579: John Stewart, 4. Earl of Atholl, schottischer Adeliger
- 1587: Leonhart Zollikofer, Schweizer Kaufmann und Politiker
- 1591: Basilius Amerbach, Schweizer Jurist und Kunstsammler
- 1595: Torquato Tasso, italienischer Dichter
- 1603: Gregor von Valencia, spanischer, lange Zeit in Bayern tätiger katholischer Theologe und Jesuit
- 1605: Naresuan, König von Ayutthaya in Thailand
- 1607: Jacob van Heemskerk, Admiral, Kapitän der Niederländischen Ostindienkompanie
- 1629: Jean Robin, französischer Apotheker, diente als Hofgärtner der französische Könige Heinrich III., Heinrich IV. und Ludwig XIII.
- 1644: Chongzhen, letzter Kaiser der Ming-Dynastie in China
- 1647: Matthias Gallas, kaiserlicher General im Dreißigjährigen Krieg
- 1647: Andreas Scultetus, deutscher Schriftsteller
- 1664: Gottfried Möbius, deutscher Mediziner
- 1680: Luise von Anhalt-Dessau, durch ihre Heirat Herzogin von Liegnitz, Brieg, Wohlau und Ohlau
- 1687: János Kájoni, rumänischer Komponist
- 1687: Gilberte Périer, Schwester und Biografin Blaise Pascals
- 1690: David Teniers der Jüngere, flämischer Maler, Zeichner und Kurator
- 1695: Johann Heinrich am Ende, deutscher Maler
- 1699: Johann Elemann Röver, deutscher evangelischer Geistlicher und Lehrer
- 1700: Valentin Veltheim deutscher Moralphilosoph und lutherischer Theologe
- 1706: Thomas Hinckley, Gouverneur der englischen Plymouth Colony
- 1709: Vincenzo Minutoli, Schweizer evangelischer Geistlicher und Hochschullehrer
- 1712: Dudleya North, britische Orientalistin
- 1714: Thomas Lawrence, englischer Kolonialgouverneur von Maryland
- 1720: Johann Rodde, deutscher Jurist und Ratssekretär der Hansestadt Lübeck
- 1725: António de Albuquerque Coelho de Carvalho, portugiesischer Kolonialverwalter in Brasilien
- 1725: Mir Mahmud Hotaki, Schah von Persien aus der Hotaki-Dynastie
- 1728: John Woodward, englischer Naturhistoriker, Geologe und Arzt
- 1730: Leopold Spiegel, süddeutscher Orgelbauer
- 1734: Johann Konrad Dippel, deutscher Theologe, Alchemist und Arzt
- 1739: Santiago de Murcia, spanischer Gitarrist, Komponist und Musiktheoretiker
- 1740: Simon Sasslaber, österreichischer Steinmetz und Bildhauer
- 1743: Christian Weise, deutscher lutherischer Theologe und Pädagoge
- 1759: Georg Karl von Dyherrn, sächsischer Generalleutnant
- 1773: Daniele Farlati, italienischer Kirchenhistoriker und Jesuit
- 1787: Gerhard Matthäus Friedrich Brawe, deutscher Mediziner und Autor

### 19. Jahrhundert
- 1810: Jacob Broom, US-amerikanischer Unternehmer und Politiker
- 1811: Francis Dana, US-amerikanischer Jurist und Politiker
- 1814: Louis-Sébastien Mercier, französischer Schriftsteller
- 1817: Joseph von Sonnenfels, österreichischer Schriftsteller und Professor der Staatswissenschaften
- 1818: George Armistead, US-amerikanischer Lieutenant Colonel
- 1820: Constantin François Volney, französischer Reisender und Geschichtsphilosoph
- 1820: Johann Peter Bucher, deutscher Rechtswissenschaftler
- 1827: Charlotte von Sachsen-Meiningen, Prinzessin von Sachsen-Meiningen, durch Heirat Herzogin von Sachsen-Gotha-Altenburg
- 1830: Euchar Adam, Leiter des Generalvikariats im Bistum Eichstätt
- 1832: Ludwig Neureuther, deutscher Maler, Lithograph und Radierer
- 1835: Johann August Bruckmann, deutscher Architekt, Geologe, Landbaumeister, Wasserbauingenieur, Sachbuchautor und Erfinder
- 1837: Gottfried Konrad Hecht, deutscher Beamter und Botaniker

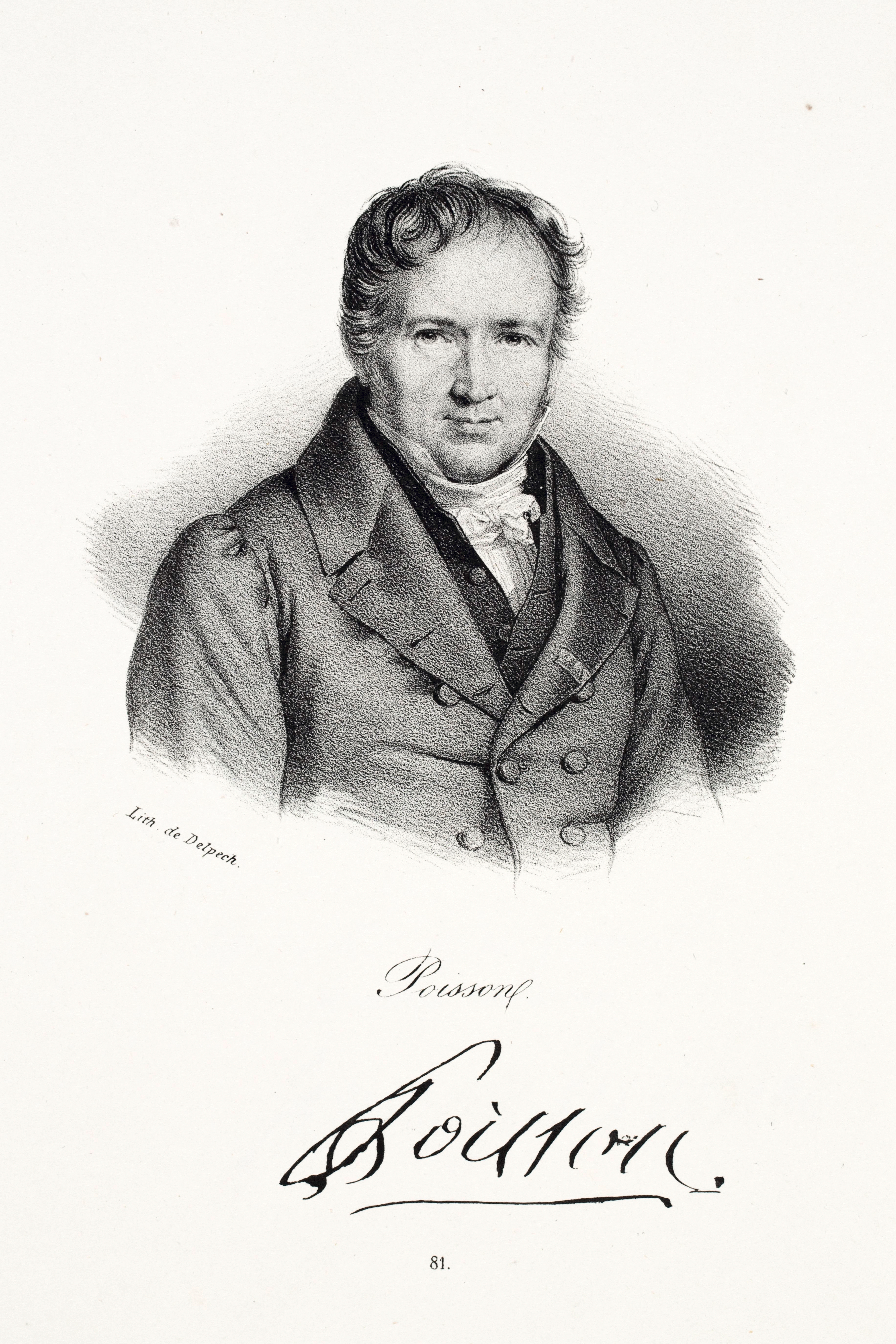
Siméon Denis Poisson († 1840)

- 1840: Siméon Denis Poisson, französischer Physiker und Mathematiker
- 1842: David Assing, deutscher Arzt, Lyriker und Herausgeber
- 1843: Eduard August Feuerbach, deutscher Rechtsgelehrter
- 1846: Magdalena Margaretha Tischbein, deutsche Blumenmalerin
- 1850: Karl von Canitz und Dallwitz, preußischer Generalleutnant und Staatsmann
- 1862: Jacob von Roeser, deutscher Arzt und Reisender
- 1878: Coles Bashford, US-amerikanischer Politiker
- 1878: Anna Sewell, britische Schriftstellerin
- 1882: Joseph von Aschbach, deutscher Historiker
- 1883: Laurent Chaney, Schweizer Jurist und Politiker
- 1888: Urs Schild, Schweizer Industrieller und Politiker
- 1890: Theodor Möbius, deutscher Nordist
- 1892: William Backhouse Astor, US-amerikanischer Unternehmer
- 1892: Karl von Ditmar, estnischer Entdecker und Naturforscher
- 1895: Heinrich von Littrow, österreichischer Kartograph und Schriftsteller
- 1896: Hermann Arnold, deutscher Maler
- 1898: August Assmann, deutscher Entomologe
- 1898: Benjamin Vautier, deutscher Maler

### 20. Jahrhundert

#### 1901–1950
- 1906: John Knowles Paine, US-amerikanischer Komponist
- 1911: Emilio Salgari, italienischer Schriftsteller
- 1912: Wacław Rolicz-Lieder, polnischer Lyriker
- 1921: Max Jacob, deutscher Architekt
- 1925: George Stephănescu, rumänischer Komponist, Dirigent und Musikpädagoge
- 1926: Ellen Key, schwedische Frauenrechtlerin, Reformpädagogin und Schriftstellerin

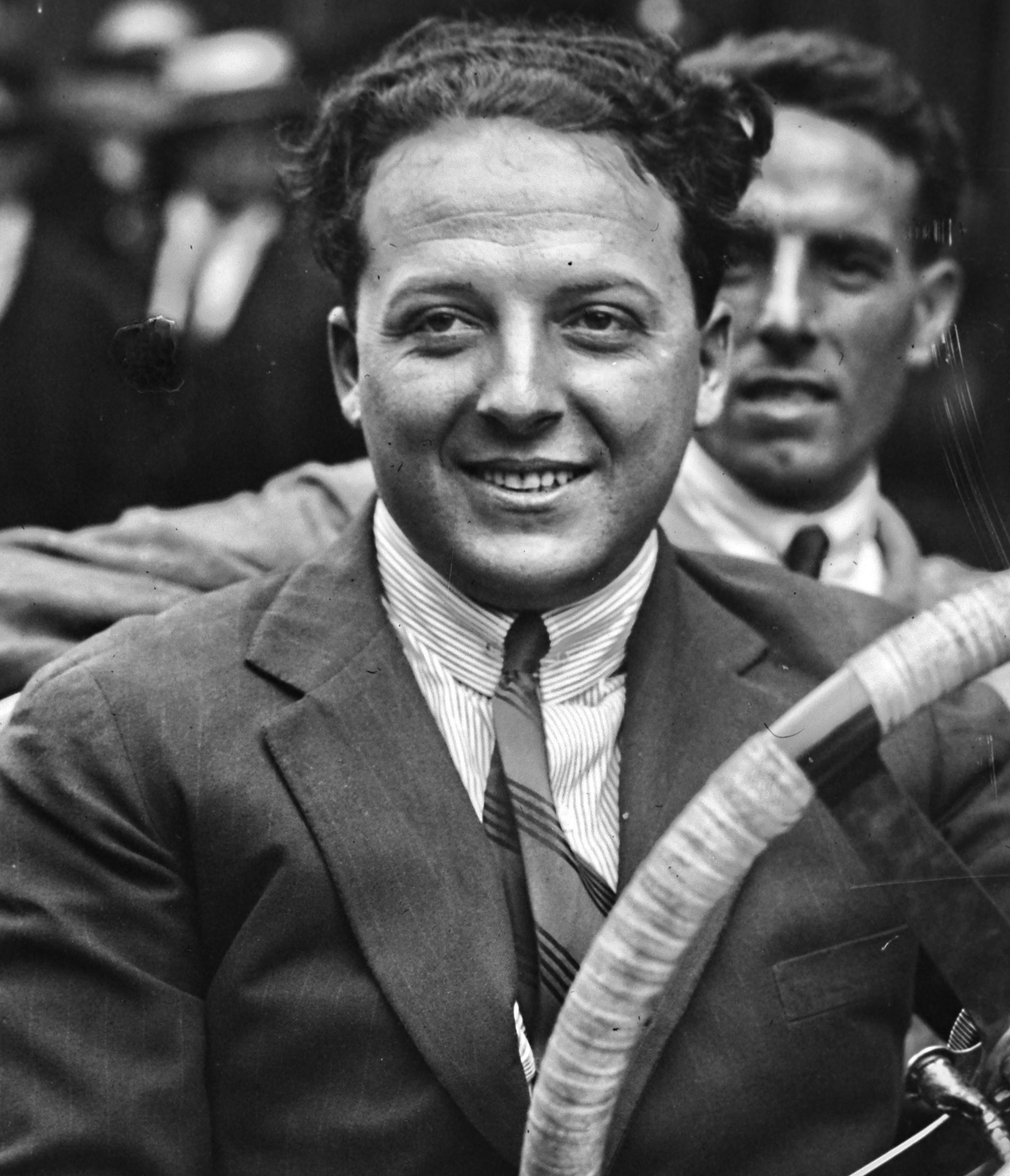
Giulio Masetti († 1926)

- 1926: Giulio Masetti, italienischer Adeliger und Automobilrennfahrer
- 1926: Sunjong, letzter Monarch der Joseon-Dynastie und des koreanischen Kaiserreiches
- 1928: Pjotr Nikolajewitsch Wrangel, baltisch-russischer General der Weißen Armee im Russischen Bürgerkrieg
- 1929: Julius Jacob der Jüngere, deutscher Maler
- 1937: Friedrich Oetker, deutscher Strafrechtler
- 1938: August Luchs, deutscher Altphilologe
- 1940: Wilhelm Dörpfeld, deutscher Architekt und Archäologe
- 1942: Karl Kutzbach, deutscher Maschinenbauingenieur und Wissenschaftler
- 1942: Ernst Neustadt, deutscher Altphilologe, Pädagoge und Schulleiter
- 1942: Georg Singer, deutscher KPD-Politiker und Antifaschist
- 1944: Humphrey Cobb, US-amerikanischer Schriftsteller
- 1945: Humbert Achamer-Pifrader, österreichischer Jurist und SS-Angehöriger, Chef der Einsatzgruppe A
- 1945ː Elsa Laura von Wolzogen,  deutsche Lauten-Sängerin, Liedsammlerin und Lauten-Komponistin
- 1946: Oswald Adolf Erich, deutscher Maler und Volkskundler
- 1949: Jankel Adler, polnischer Maler und Graveur

#### 1951–2000
- 1951: Jerzy Fitelberg, polnischer Komponist
- 1953: Paul Senn, Schweizer Fotograf
- 1955: Paul Basilius Barth, Schweizer Kunstmaler
- 1956: Paul Renner, deutscher Typograf

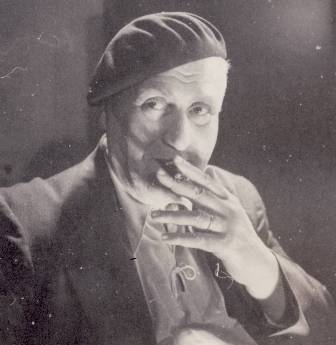
Iosif Iser († 1958)

- 1958: Iosif Iser, rumänischer Maler
- 1958: Charles-Victor Mauguin, französischer Mineraloge
- 1960: Inocenc Arnošt Bláha, tschechischer Soziologe, Philosoph, Pädagoge
- 1960: Hope Emerson, US-amerikanische Schauspielerin
- 1960: Ilmari Krohn, finnischer Komponist und Musikwissenschaftler
- 1961: Hans Friedrich Blunck, deutscher Schriftsteller
- 1964ː Wera Meyer-Waldeck, deutsche Architektin
- 1964: Luigi Pigarelli, italienischer Jurist und Komponist
- 1965: Isaak Abelin, Schweizer Chemiker, Pharmazeut und Hochschullehrer
- 1967: Emile Maret, französischer Autorennfahrer
- 1968: Gunnar Andersen, norwegischer Fußballspieler und Skispringer
- 1968: Bade Ghulam Ali Khan, indischer Sänger
- 1968: Hyazinth Graf Strachwitz, deutscher General und Panzerkommandeur
- 1968: Walter Tewksbury, US-amerikanischer Leichtathlet, Olympiasieger
- 1969: Richard Asher, britischer Mediziner
- 1969: Margarita Xirgu, katalanische Schauspielerin
- 1970: Anita Louise, US-amerikanische Schauspielerin

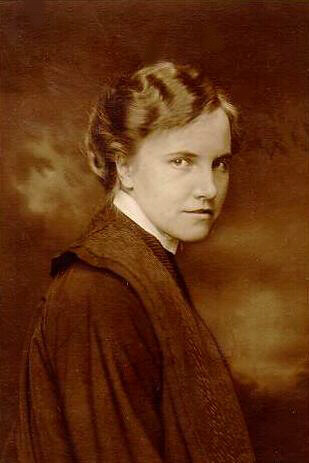
Adelheid von Sachsen-Meiningen († 1971)

- 1971: Adelheid von Sachsen-Meiningen, Prinzessin von Sachsen-Meiningen und Preußen
- 1971: Karl Blessing, deutscher Bundesbankpräsident
- 1971: Max Drischner, deutscher Komponist, Organist und Cembalist
- 1971: Anneli Granget, deutsche Schauspielerin
- 1973: Armand Léon Annet, französischer Kolonialbeamter, Gouverneur von Französisch-Somaliland, Dahomey und Madagaskar
- 1974: Guus Lutjens, niederländischer Fußballspieler
- 1975: Enrico Anselmi, italienischer Autorennfahrer
- 1975: Walter Adolph, deutscher Priester
- 1975: Alf Ainsworth, englischer Fußballspieler
- 1975: Mike Brant, französischer Musiker
- 1975: Jacques Duclos, französischer Politiker
- 1976: Aquiles Nazoa, venezolanischer Schriftsteller, Dichter und Journalist
- 1976: Carol Reed, britischer Filmregisseur
- 1977: Cayetano Córdova Iturburu, argentinischer Journalist, Kunstkritiker und Schriftsteller
- 1978: Zenta Mauriņa, lettische Schriftstellerin und Essayistin
- 1980: Albert Tönjes, deutscher Politiker, MdB

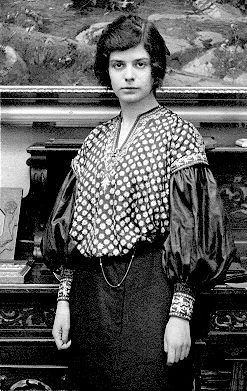
Katia Mann († 1980)

- 1980: Katia Mann, Ehefrau von Thomas Mann
- 1980: Mario Bava, italienischer Filmregisseur, Kameramann und Drehbuchautor
- 1982: Boris Fjodorowitsch Andrejew, sowjetischer Filmschauspieler
- 1983: Siegfried Einstein, deutscher Schriftsteller und Essayist
- 1983: Carroll Glenn, US-amerikanische Violinistin
- 1984: Ida Fischer, deutsche Kontoristin, Widerstandskämpferin gegen den Nationalsozialismus, Kommunal- und Landespolitikerin
- 1984: Colin Richardson, britischer Autorennfahrer
- 1984: Peter Schult, deutscher Schriftsteller und Journalist
- 1984: Hayashi Tatsuo, japanischer Philosoph, Kultur- und Literaturkritiker
- 1985: Zoltán Horusitzky, ungarischer Komponist, Pianist und Musikpädagoge
- 1988: Carolyn Franklin, US-amerikanische Sängerin und Songschreiberin
- 1988: Valerie Solanas, US-amerikanische Feministin
- 1989: Józef Ciechan, polnischer Bildhauer
- 1989: George Coulouris, britischer Schauspieler
- 1990: Dexter Gordon, US-amerikanischer Tenorsaxophonist
- 1991: Léo Arnaud, US-amerikanischer Musiker
- 1991: Michael Kühnen, Anführer der deutschen Neo-Nazi-Bewegung
- 1992: Werner Steinberg, deutscher Schriftsteller
- 1993: Kurt-Werner Wichmann, deutscher mutmaßlicher Serienmörder
- 1995: Lou Ambers, US-amerikanischer Boxer
- 1995: Alexander Knox, kanadischer Schauspieler

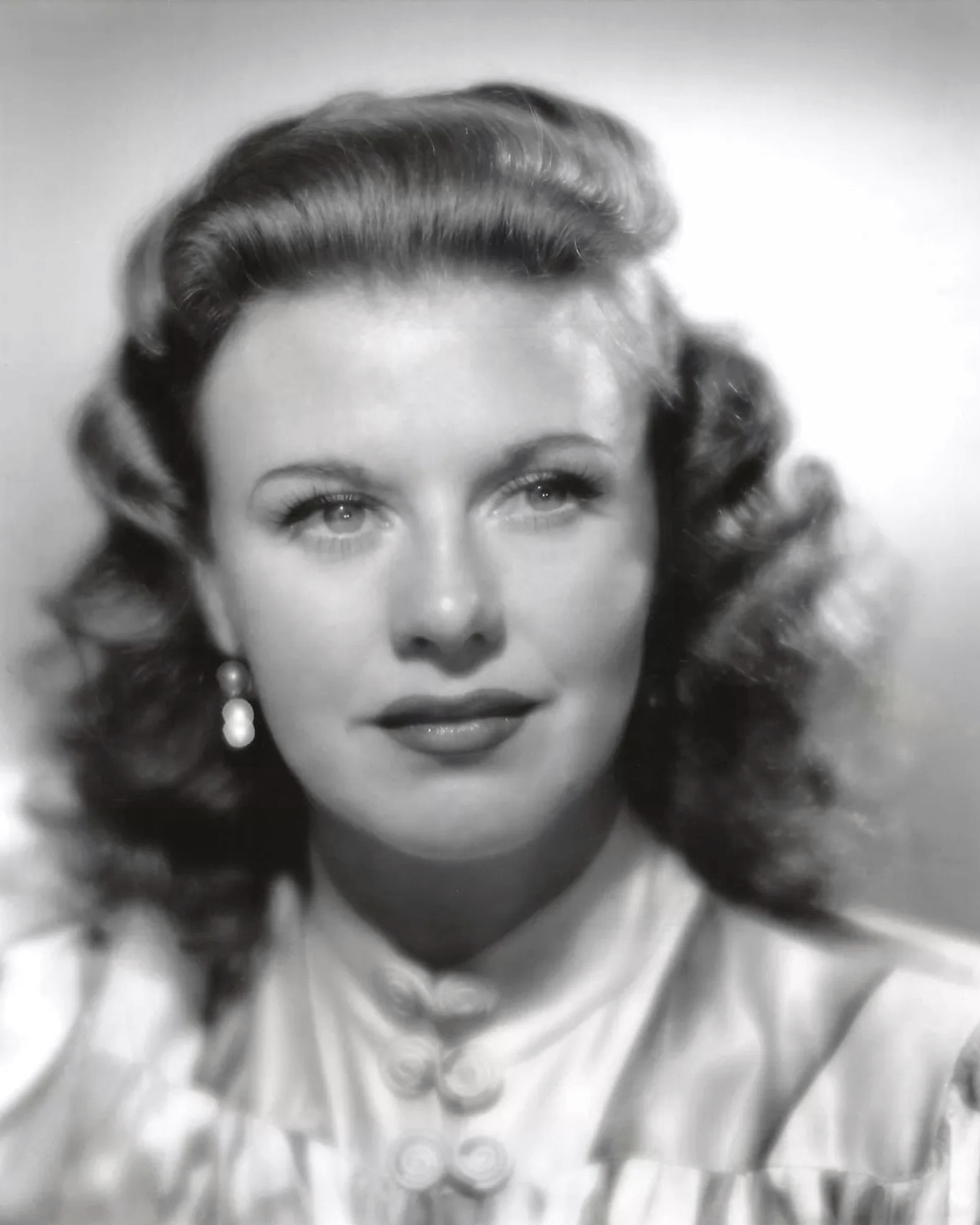
Ginger Rogers († 1995)

- 1995: Ginger Rogers, US-amerikanische Schauspielerin
- 1995: Andrea Fortunato, italienischer Fußballspieler
- 1995: Attilio Moresi, Schweizer Radrennfahrer
- 1996: Saul Bass, US-amerikanischer Grafikdesigner
- 1996: Gerhard Stauf, deutscher Graphiker, Illustrator und Kupferstecher
- 1999: Michael Morris, 3. Baron Killanin, Präsident des IOC

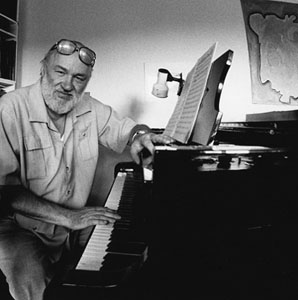
Niels Viggo Bentzon († 2000)

- 2000: Niels Viggo Bentzon, dänischer Komponist

### 21. Jahrhundert
- 2001: Michele Alboreto, italienischer Autorennfahrer
- 2001: Kow Nkensen Arkaah, ghanaischer Politiker
- 2002: Lisa „Left Eye“ Lopez, US-amerikanische Sängerin und Rapperin
- 2003: Lynn Chadwick, britischer Bildhauer
- 2003: Wolfgang Dehler, deutscher Schauspieler
- 2003: Al Hood, US-amerikanischer Jazzpianist und Komponist-
- 2003: Ted Joans, US-amerikanischer Schriftsteller
- 2004: Thom Gunn, britischer Lyriker
- 2004: Carl Melles, ungarischer Dirigent
- 2004: John Runnings, kanadischer Friedensaktivist
- 2005: Hermann Egner, deutscher Blasmusikkomponist

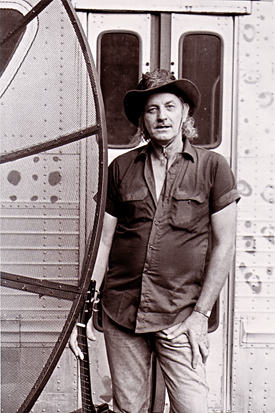
Hasil Adkins († 2005)

- 2005: Hasil Adkins, US-amerikanischer Country-, Rock and Roll- und Blues-Musiker
- 2007: Edward Astley, 22. Baron Hastings, britischer Adliger
- 2007: Alan Ball, englischer Fußballspieler, Weltmeister
- 2007: Barbara Blida, polnische Politikerin
- 2007: Razeq Fani, afghanischer Dichter und Schriftsteller
- 2007: Michèle Kiesewetter, deutsche Polizeimeisterin und Opfer neonazistischer Gewalt
- 2007: Bobby Pickett, US-amerikanischer Sänger und Schauspieler
- 2007: Edgar Wisniewski, deutscher Architekt
- 2008: Humphrey Lyttelton, britischer Jazzmusiker und Autor
- 2009: Beatrice Arthur, US-amerikanische Schauspielerin
- 2009: Kurt Joachim von Bornhaupt, deutscher Jurist, Richter am Bundesfinanzhof
- 2010: Dorothy Provine, US-amerikanische Schauspielerin
- 2010: Alan Sillitoe, britischer Schriftsteller
- 2012: Louis le Brocquy, irischer Maler
- 2012: Jan Szlaga, polnischer Theologe und Bibelwissenschaftler, Bischof von Pelplin
- 2014: Tito Vilanova, spanischer Fußballspieler und -trainer
- 2014: Stefanie Zweig, deutsche Schriftstellerin
- 2015: Juri Buzko, russischer Komponist
- 2015: Siegfried Mattl, österreichischer Historiker
- 2016: Wolfgang Rohde, deutscher Musiker
- 2017: Martha Lavey, US-amerikanische Theaterschauspielerin und -intendantin
- 2017: Carl Schirren, deutscher Mediziner
- 2016: Rudolf Wessely, österreichischer Schauspieler
- 2018: Michael Anderson, britischer Filmregisseur
- 2018: Holger Biege, deutscher Komponist und Sänger
- 2018: Paul N. Carlin, US-amerikanischer Regierungsbeamter
- 2019: John Havlicek, US-amerikanischer Basketballspieler
- 2020: Per Olov Enquist, schwedischer Schriftsteller und Journalist
- 2022: Ursula Lehr, deutsche Psychologin und Politikerin, MdB, Ministerin
- 2022: Hossein Mollaghasemi, iranischer Ringer
- 2023: Klaus Barkowsky, deutscher Künstler und Zuhälter
- 2023: Harry Belafonte, US-amerikanischer Sänger, Schauspieler und Entertainer
- 2023: Hanna Johansen, Schweizer Schriftstellerin
- 2023: Wera Samoilowna Krepkina, sowjetische Sprinterin und Weitspringerin
- 2024ː Elmira Süleymanova, sowjetisch-aserbaidschanische Chemikerin, Hochschullehrerin und Frauenrechtlerin
- 2025ː Alexis Herman, US-amerikanische Politikerin
- 2025ː Virginia Roberts Giuffre, US-amerikanische Klägerin gegen Prinz Andrew im Epstein-Fall
- 2025ː Wu Guixian, chinesische Politikerin

## Feier- und Gedenktage
- Kirchliche Gedenktage
  - Hl. Markus, Evangelist, römischer Märtyrer und Bischof, Begründer der koptischen Kirche (anglikanisch, evangelisch, katholisch): Hauptartikel Markustag
  - Philipp Friedrich Hiller, deutscher Pfarrer und Liederdichter (evangelisch)
- Namenstage
  - Ermin von Lobbes, Markus
- Staatliche Feier- und Gedenktage
  - Italienischer Nationalfeiertag Tag der Befreiung Italiens, an dem die italienische Republik die Befreiung vom Faschismus im Jahr 1945 feiert.
  - Australien, Neuseeland, Tonga: ANZAC Day (seit 1916)
  - Portugal: Nelkenrevolution (1974)
- Gedenktage internationaler Organisationen
  - Tag des Baumes (nur in Deutschland seit 1952)
  - Weltpinguintag

Weitere Einträge enthält die Liste von Gedenk- und Aktionstagen.